# بریتنی اسپیرز
بریتنی جین اسپیرز (انگلیسی: Britney Jean Spears؛ زادهٔ ۲ دسامبر ۱۹۸۱) خواننده آمریکایی است. او که با لقب «پرنسس پاپ» شناخته می‌شود، به دلیل احیای موسیقی تین پاپ و تأثیرش بر موسیقی و فرهنگ پاپ در قرن بیست‌ویکم شهرت دارد. اسپیرز با فروش ۱۵۰ میلیون نسخه از آثارش در سراسر جهان، یکی از پرفروش‌ترین هنرمندان موسیقی در تمام دوران است.
اسپیرز در سال ۱۹۷۷ با جایو رکوردز قرارداد امضا کرد و با دو آلبوم استودیویی اول خود، ... عزیزم یک بار دیگر (۱۹۹۹) و اوپس!... باز هم دسته‌گل به آب دادم (۲۰۰۰)، که هر دو مملو از موسیقی دنس پاپ بودند، به شهرت رسید. این دو آلبوم جزو پرفروش‌ترین آلبوم‌های تاریخ هستند و آلبوم اول تک‌آهنگ شماره یک بیلبورد هات ۱۰۰، «…عزیزم یک‌بار دیگر»، را به همراه داشت که یکی از پرفروش‌ترین تک‌آهنگ‌های تاریخ است. او با تصویری بالغ‌تر و جسورانه‌تر، آلبوم‌های پاپ بریتنی (۲۰۰۱) و داخل محدوده (۲۰۰۳) را منتشر کرد؛ موشکافی عموم و چالش‌های شخصی بر آلبوم الکتروپاپ بلک‌اوت (۲۰۰۷) تأثیر گذاشت. آلبوم‌های الکتروپاپ سیرک (۲۰۰۸) و زن افسونگر (۲۰۱۱) تک‌آهنگ‌های شماره یک آمریکا، «زن‌باره» و «در مقابل من به‌کار می‌بری»، را به همراه داشتند. اسپیرز بین سال‌های ۲۰۱۳ تا ۲۰۱۷ برای تبلیغ آلبوم‌های بریتنی جین (۲۰۱۳) و گلوری (۲۰۱۶) اقامت کنسرتی برگزار کرد.
زندگی اسپیرز—از جمله روابط پرحاشیه و مشکلات شخصی‌اش—توجه گسترده رسانه‌ها را به خود جلب کرده است. پس از فروپاشی روانی در سال ۲۰۰۸، او تحت قیمومیت قرار گرفت. در سال ۲۰۱۹ برای تمرکز بر پرونده قیمومیت از تور کنسرت‌ها کناره‌گیری کرد که منجر به جنبش #FreeBritney و انتشار مستند فریمینگ بریتنی اسپیرز (۲۰۲۱) شد. قیمومیت در سال ۲۰۲۱ پس از شهادت عمومی او که ادعای سوءاستفاده از سوی مدیریت و خانواده‌اش را مطرح کرد، پایان یافت. کتاب خاطرات او در سال ۲۰۲۳، زنی در من، در صدر فهرست کتاب‌های پرفروش نیویورک تایمز قرار گرفت. دیگر فعالیت‌های او شامل نقش‌آفرینی در فیلم کمدی-درام چهارراه (۲۰۰۲) و عرضه محصولات موفق مانند عطر فانتزی (Fantasy) است که بیش از ۱٫۵ میلیارد دلار فروش داشته است.
اسپیرز چهارمین هنرمند زن پرفروش آلبوم در دوران نیلسن سانداسکن و پرفروش‌ترین هنرمند زن از نظر فروش آلبوم در دهه ۲۰۰۰ است. فوربز او را در سال‌های ۲۰۰۱ و ۲۰۱۲ پردرآمدترین موسیقی دان زن جهان معرفی کرد. جوایز او شامل یک جایزه گرمی، ۱۵ رکورد جهانی گینس، شش جایزه موسیقی ویدئوی ام‌تی‌وی و هفت جایزه بیلبورد (از جمله جایزه هزاره) می‌شود؛ او همچنین ستاره‌ای در پیاده‌روی مشاهیر هالیوود دارد. بیلبورد او را یکی از بزرگ‌ترین ستارگان پاپ قرن بیست و یکم نامید. تایم در سال ۲۰۲۱ اسپیرز را یکی از ۱۰۰ فرد تأثیرگذار جهان معرفی کرد.

## زندگی و حرفه

### ۱۹۸۱–۱۹۹۷: اوایل زندگی و آغاز حرفه
بریتنی جین اسپیرز در ۲ دسامبر ۱۹۸۱ در مک‌کام، میسیسیپی متولد شد. او فرزند دوم لین آیرین بریجز و جیمز پارنل اسپیرز است. مادربزرگ مادری او، لیلیان پورتل، انگلستانی بود (در لندن متولد شد) و یکی از پدربزرگ مادری او اهل مالت بود. خواهر و برادرش برایان جیمز و جیمی لین اسپیرز هستند. او در کمربند انجیلی زاده شد، جایی که منحصراً از نظر اجتماعی، محافظه‌کاری مسیحیت انجیلی نفوذ مذهبی قدرتمندی در آنجا دارند. او به عنوان یک بپتیست جنوبی تعمید گرفت و از کودکی در یک گروه کر کلیسایی آواز می‌خواند. او همچنین در بزرگسالی تعالیم کابالیست را مطالعه کرده‌است.
در سه سالگی، او شروع به شرکت در آموزش‌های رقص در زادگاهش، کنتوود، لوئیزیانا کرد و برای اجرا به عنوان یک هنرمند انفرادی در مراسم سالانه موسیقی انتخاب شد. اسپیرز در سن پنج سالگی، اولین حضور خود را در صحنه محلی با اجرای آواز «این کودک چیست؟» در کودکستان فارغ‌التحصیلی خود آغاز کرد. او همچنین در دوران کودکی خود درس‌های ژیمناستیک و آواز را آموخته بود و در بسیاری از مسابقات در سطح ایالت و نمایش‌های استعدادیابی کودکان پیروز شد. او دربارهٔ اهداف خود در دوران کودکی گفت، «در دنیای خودم بودم، [...] من در سنین پایین متوجه شدم که قرار است چه کاری انجام دهم».
در هشت سالگی، اسپیرز و مادرش لین، به آتلانتا، جورجیا سفر کردند تا در سال ۱۹۹۰ برای احیای کلوپ میکی موس، آزمون هنرپیشگی دهد. مدیر بازیگران، مت کازلا، او را به دلیل جوان بودن رد کرد، اما او را با نانسی کارسون، یک عامل استعدادیابی در نیویورک سیتی آشنا کرد. کارسون تحت تأثیر آواز اسپیرز قرار گرفت و پیشنهاد کرد او را در مدرسه هنرهای نمایشی حرفه‌ای ثبت نام کند؛ اندکی پس از آن، لین و دخترانش به یک آپارتمان اجاره‌ای در نیویورک نقل مکان کردند.
اسپیرز برای نخستین نقش حرفه‌ای خود به عنوان بازیگر ذخیره، به عنوان نقش اصلی تینا دانمارک در آف برادوی موزیکال سنگدل! استخدام شد. او همچنین به عنوان یک شرکت کننده در نمایش تلویزیونی محبوب جستجوی ستاره ظاهر شد و در بسیاری از تبلیغات انتخاب شد. در دسامبر ۱۹۹۲، او در کنار کریستینا آگیلرا، جاستین تیمبرلیک، رایان گاسلینگ و کری راسل برای کلوپ میکی موس انتخاب شد. پس از لغو نمایش در سال ۱۹۹۶، او به میسیسیپی بازگشت و در آکادمی پارک‌لن مک‌کام شرکت کرد.

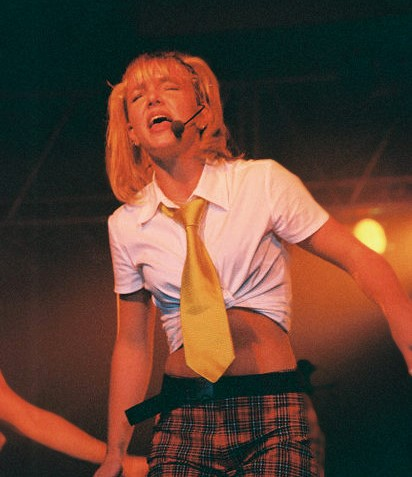
اسپیرز درحال اجرا در ۱۹۹۹

بریتنی یک ژیمناستیک کار تعلیم دیده بود. او تا سن ۹ سالگی در کلاس‌های ژیمناستیک و مسابقات نیز شرکت می‌کرد. او در گروه کر کلیسای محلی باپتیست به آوازخوانی و رقص مشغول شد. در سن ۸ سالگی، در کانال «دیزنی» برای سریال «کلوپ جدید میکی موس» آزمون صدا داد. اگرچه در آن زمان او خیلی جوان تشخیص داده شد که به سریال بپیوند ولی تهیه‌کننده او را به نماینده شهر نیویورک معرفی کرد. بریتنی سپس سه تابستان را در شهر نیویورک در مدرسه هنری «دانشکده حرفه‌ای نمایشی هنر» گذراند. در سال ۱۹۹۲ او در یک برنامه تلویزیونی محبوب به نام «جستجوی ستاره» شرکت کرد. او نخستین دور رقابت‌ها در این برنامه تلویزیونی را برنده شد ولی نهایتاً باخت. در سن ۱۱ سالگی بریتنی به کانال «دیزنی» برای شرکت در «کلوپ جدید میکی موس» بازگشت. او در سال‌های ۱۹۹۳ تا ۱۹۹۴ در این برنامه درخشید در حالی که او فقط ۱۳ سال داشت. وقتی که برنامه به پایان رسید بریتنی به کنوود برگشت و به مدت یکسال تحصیلات متوسطه را ادامه داد.
در سال ۱۹۹۷ بریتنی به یک گروه پاپ دخترانه به نام «اینوسنس» پیوست. بعد در همان سال، او دموی یک آهنگ تک خوانی را توسط کمپانی «جایو رکوردز» ضبط کرد. سپس او تور کنسرت در آمریکا برگزار کرد که اسپانسر آن مجله نوجوان آمریکایی بود و سرانجام او یک هنرمند آزاد برای گروه'N Sync و بک‌استریت بویز شد.

### ۲۰۰۱–۲۰۰۲: آلبومبریتنیو فیلمچهارراه

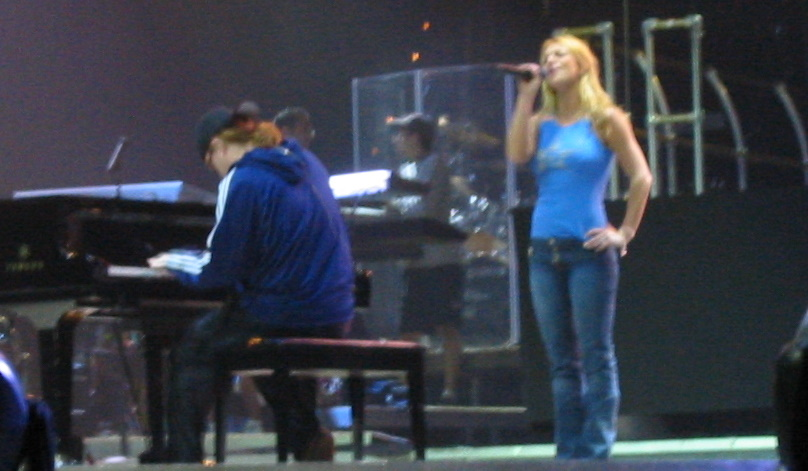
اسپیرز در سال حال اجرای تمرینی برای تور خیال‌پردازی در میان یک رؤیا

در فوریه ۲۰۰۱ اسپیرز یک قرارداد تبلیغاتی ۷ تا ۸ میلیون دلاری با پپسی امضا کرد و کتابی با مادرش به عنوان هدیه مادر، منتشر کرد. در نوامبر ۲۰۰۱، سومین آلبوم اسپیرز به نام بریتنی منتشر شد. وی در حالی که در تور بود از الهام گرفتن هنرمندان هیپ هاپ مانند جی-زی و د نپتون استفاده کرد و می‌خواست با سرگرمی آلبوم را ایجاد کند. این آلبوم به رتبه یک در بیلبورد ۲۰۰ رسید و به پنج آلبوم برتر در استرالیا، بریتانیا و اروپا تبدیل شد و بیش از ۱۵ میلیون نسخه در سراسر جهان به فروش رساند. استفن توماس از آل‌میوزیک توضیح داد: «آلبوم بریتنی در تلاش است تا شخصیت خود را عمیق‌تر کند در حالی که هنوز هم بریتنی قابل تشخیص است، بزرگسال تر می‌شود. [...] به نظر می‌رسد ستاره‌ای که اکنون صدای خود را پیدا کرده و تصحیح کرده‌است، در نتیجه بهترین آلبومش است». این آلبوم با دو نامزدی جایزه گرمی بهترین آلبوم آواز پاپ و بهترین اجرای آواز زن پاپ برای «حفاظتی بیش از حد» مورد تقدیر قرار گرفت و سال ۲۰۰۸ در مجله انترتینمنت ویکلی به عنوان «۱۰۰ آلبوم ۲۵ سال گذشته» ثبت شد. نخستین تک‌آهنگ این آلبوم با عنوان «من برده تو هستم» در نمودار ده رتبه برتر جهان رسید. اجرای اسپیرز در جایزه نماهنگ ام‌تی‌وی ۲۰۰۱، همراه یک ببر در قفس و یک مار پایتونان بزرگ که روی شانه‌های او کشیده شده بود مورد تقدیر قرار گرفت. و همچنین از بنیاد مردمی رعایت اصول اخلاقی در برابر جانوران مورد انتقاد قرار گرفت. جکلن ونا از ام‌تی‌وی عملکرد اسپیرز را در این مراسم خلاصه کرد و گفت: «اجرای اسپیرز در این مراسم، یکی از برجسته‌ترین تصاویر را در ۲۷ سال اخیر ایجاد کرده‌است».
اسپیرز برای پشتیبانی از این آلبوم، شروع به اجرای یک تور با عنوان تور خیال پردازی در میان یک رؤیا کرد. این نمایش به دلیل نوآوری‌های فنی خود مورد قدردانی بسیاری قرار گرفت. این تور ۴۳/۷ میلیون دلار درآمد کسب کرد و پس از تو شر به دومین تور پردرآمد سال ۲۰۰۲ توسط یک هنرمند زن تبدیل شد. موفقیت کاری وی در سال ۲۰۰۲ توسط فوربز برجسته شد زیرا اسپیرز به عنوان قدرتمندترین فرد مشهور جهان شناخته شد. اسپیرز همچنین نخستین نقش اصلی خود را در فیلم چهارراه، که در فوریه ۲۰۰۲ اکران شد به دست آورد. اگرچه این فیلم به‌طور گسترده مورد ضبط قرار گرفت، منتقدان هنرمندی اسپیرز را ستودند و این فیلم یک موفقیت در گیشه بود. چهارراه که بودجه ۱۲ میلیون دلاری ساخته‌شد با فروش بیش از ۶۱٬۱ میلیون دلار در سراسر جهان روبرو شد.
در ژوئن ۲۰۰۲، اسپیرز نخستین رستوران خود به نام Nyla را در نیویورک سیتی افتتاح کرد و با استناد به سوء مدیریت و «عدم موفقیت مدیریت در اجرای کامل تصدی او»، پشتیبانی خود را از رستوران در نوامبر همان سال پایان داد. در ژوئیه ۲۰۰۲، اسپیرز اعلام کرد که به دلیل استراحت، ۶ ماه از حرفه خود دوری خواهد کرد. با این حال، او در ماه نوامبر به استودیو بازگشت تا آلبوم تازه خود را ضبط کند. روابط اسپیرز با جاستین تیمبرلیک پس از سه سال به پایان رسید. در دسامبر ۲۰۰۲، تیمبرلیک تک‌آهنگ «یک رودخانه برایم گریه کن» را به عنوان دومین تک‌آهنگ از نخستین آلبوم انفرادی خود منتشر کرد. در نماهنگ این ترانه ظاهری شبیه به اسپیرز وجود داشت و شایعاتی مبنی بر خیانت اسپیرز به راه انداخت. در پاسخ، اسپیرز ترانه «هربار» را با خواننده پشتیبان و دوست خود آنت آرتانی نوشت. در همان سال، فرد درست از گروه لیمپ بیزکت اعلام کرد با اسپیرز در رابطه عاشقانۀ بوده‌است. با این حال، اسپیرز ادعاهای فرد درست را تکذیب کرد. در سال ۲۰۲۳، اسپیرز در کتاب زندگی‌نامه‌اش اعلام کرد که از تیمبرلیک باردار بود اما به‌دلیل نداشتن آمادگی از سوی تیمبرلیک، جنین را سقط کرد.

### ۲۰۰۳–۲۰۰۵: داخل محدوده و ازدواج

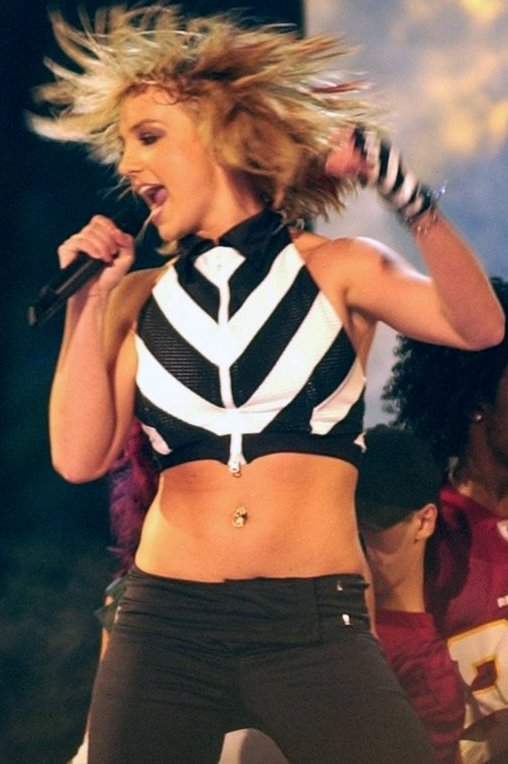
هنگام اجرای زنده NFL Kickoff در سپتامبر ۲۰۰۳

در اوت ۲۰۰۳، اسپیرز با همراهی کریستینا آگیلرا «مثل یک باکره» را در جایزه نماهنگ ام‌تی‌وی اجرا کرد. در وسط اجرا مدونا به آنها پیوست و همدیگر را بوسیدند. این حادثه کاملاً عمومی شد. در سال ۲۰۰۸ ام‌تی‌وی این اجرا را به عنوان بهترین اجرا تاریخ در جایزه نماهنگ ام‌تی‌وی ذکر کرد. همچنین مجله بلندر این اجرا را به عنوان یکی از بیست و پنج لحظه سکسی موسیقی در تاریخ تلویزیون ذکر کرد. اسپیرز چهارمین آلبوم استودیویی خود با نام داخل محدوده را در نوامبر ۲۰۰۳ منتشر کرد. وی با نوشتن و فعالیت بیشتر در آلبوم، خلاقیت بیشتر موارد آلبوم را بر عهده گرفت. مجله ویب توضیح داد که «این آلبوم نشان دهنده پیشرفت اسپیرز در ترانه‌سرایی است». ان‌پی‌آر این آلبوم را به عنوان یکی از «۵۰ آلبوم برتر دهه» ذکر کرد و افزود: «تاریخ یک دهه پاپ ساخته شده و بی‌عیب‌ونقص روی کار او نوشته شده‌است». داخل محدوده در هفته نخست انتشار، بیش از ۶۰۹٬۰۰۰ نسخه در ایالات متحده به فروش رساند و به رتبه نخست در نمودارهای فروش رسید؛ بر پایه سانداسکن، اسپیرز نخستین هنرمند زن است که چهار آلبوم نخست خود را به رتبه یک نمودار بیلبود ۲۰۰ رسانده‌است. این آلبوم همچنین در صدر نمودارهای فرانسه و ده آلبوم برتر در بلژیک، دانمارک، سوئد، و هلند نیز حضور داشت. داخل محدوده بیش از ۱۰ میلیون نسخه در سراسر جهان به فروش رسانده‌است. این آلبوم دارای چهار تک‌آهنگ است: «من در برابر موسیقی» با همکاری مدونا؛ «سمی» که نخستین گرمی را برای بهترین ضبط رقص از آن اسپیرز کرد؛ «هربار» و «تکان دهنده».
در ۳ ژانویه ۲۰۰۴ اسپیرز با دوست دوران کودکی خود، جیسون آلن الکساندر در یک کلیسای عروسی کوچک در لاس وگاس، نوادا ازدواج کرد. این ازدواج ۵۵ ساعت بعد، در پی دادخواستی به دادگاه ابلاغ شد و منجر به طلاق شد و اسپیرز اعلام کرد: «فاقد درک از اقدامات او بودم».
در مارس ۲۰۰۴ وی برای پشتیبانی از آلبوم داخل محدوده، تور هتل اونیکس را آغاز کرد. در ژوئن ۲۰۰۴ زانوی چپ اسپیرز در حین فیلمبرداری نماهنگ «تکان دهنده» شکست. اسپیرز مجبور به آرتروسکپی شد و مجبور شد هشت تا دوازده هفته در دوره درمان خود باقی بماند و تور هتل اونیکس را پس از چندین نماش لغو کرد.
در طی سال ۲۰۰۴ اسپیرز از طریق دوستی‌اش با مدونا به مذهب کابالا پیوست.
در ژوئیه ۲۰۰۴ اسپیرز با رقصنده آمریکایی، کوین فدرلین که سه ماه قبل با او ملاقات کرده بود رابطه دوستی برقرار کرد. عشق هر دو مورد توجه جدی رسانه‌ها قرار گرفت؛ زیرا فردرلین به تازگی با شار جکسون، هنرپیشه آمریکایی که فرزند دومشان در آن زمان باردار بود قطع رابطه کرد. مراحل رابطه آنها در نخستین نمایش واقعیت اسپیرز به نام بریتنی و کوین: هرج و مرج رخ داد. آنها مراسم عروسی خود را در ۱۸ سپتامبر ۲۰۰۴ برگزار کردند. اما به دلیل تأخیر در نهایی کردن توافق پیش از ازدواج، این زوج سه هفته بعد در ۶ اکتبر به‌طور قانونی ازدواج کردند. اندکی پس از آن، وی نخستین عطر خود را با همکاری الیزابت آردن، منتشر کرد که باعث شکستن رکورد فروش ناخالص هفته نخست این شرکت برای یک عطر شد. در اکتبر ۲۰۰۴، اسپیرز برای تشکیل خانواده، یک دوره استراحت کاری در پیش گرفت. بهترین آهنگ‌ها: میراث من به عنوان نخستین آلبوم گردآوری‌شده در نوامبر ۲۰۰۴ منتشر شد. اسپیرز نسخه بازخوانی حق مخصوص من از بابی براون به عنوان تک‌آهنگ اصلی این آلبوم منتشر کرد و در صدر نمودارهای فنلاند، ایرلند، ایتالیا، و نروژ قرار گرفت. تک‌آهنگ دوم «کاری کن» در استرالیا، انگلستان و دیگر کشورهای اروپایی جزء ده تک‌آهنگ برتر بود. در اوت ۲۰۰۵، اسپیرز تک‌آهنگ «روزی (خواهم فهمید)» را که برای نخستین فرزندش اختصاص داده بود را منتشر کرد. در نوامبر ۲۰۰۵ او نخستین آلبوم ریمیکس خود را با نام بی در میکس: ریمیکس‌ها منتشر کرد که از یازده ریمیکس تشکیل شده‌است. این آلبوم به فروش بیش از یک میلیون نسخه در سراسر جهان رسید.

### ۲۰۰۶–۲۰۰۷: مبارزات شخصی و خاموشی

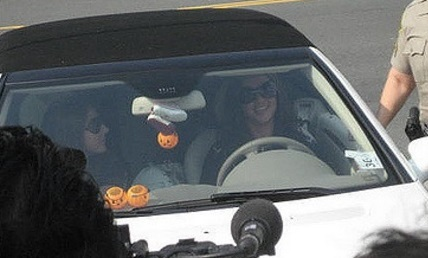
در اکتبر ۲۰۰۷، اسپیرز هنگامی که از دادگاه خارج می‌شوند، مطبوعات و پاپاراتزیها او را محاصره کردند.

در فوریه ۲۰۰۶ تصاویری از اسپیرز در حال رانندگی به همراه پسرش، شان پخش شد که به جای اینکه در صندلی ماشین باشد در بغل او بود. مدافعان حقوق کودکان از عکس‌های وی که فرمان را با یک دست و پسرش را با دست دیگر نگه‌داشته بود وحشت زده شدند. اسپیرز مدعی شد که این حادثه به دلیل برخورد هراس‌انگیز با پاپاراتزی رخ داده و این اشتباه از جانب او بود. ماه بعد، وی در یک قسمت سریال ویل و گریس با عنوان بازیگر مهمان حضور داشت. در ژوئن ۲۰۰۶ اسپیرز اعلام کرد که دیگر در مذهب کابالا حضور ندارد و توضیح داد: «دین من، پسرانم هستند». دو ماه پس از آن، چند عکس برهنه اسپیرز برای جلد مجله هارپرز بازار منتشر شد. این عکس به شدت با جلد مجله‌ای از دمی مور در سال ۱۹۹۱ مقایسه شد. در سپتامبر ۲۰۰۶ وی فرزند دوم خود را به دنیا آورد. در نوامبر ۲۰۰۶ اسپیرز با استناد به اختلافات غیرقابل توافق، از فدرلاین درخواست طلاق کرد. طلاق آنها در ژوئیه ۲۰۰۷ نهایی شد؛ یعنی هنگامی که این زوج به توافق رسیدند که سرپرستی فرزندان خود را به اشتراک بگذارند.
در ژانویه سال ۲۰۰۷ عمه اسپیرز که با او بسیار نزدیک بود بر اثر سرطان تخمدان درگذشت. در ماه فوریه، اسپیرز کمتر از یک روز در مرکز ترک اعتیاد آنتیگوآ ماند. شب بعد، او موی سر خود را در تارزنا، لس‌آنجلس تراشید. وی طی هفته‌های بعد، خود را در یک مراکز روان درمانی بستری کرد. در مه ۲۰۰۷ او مجموعه‌ای از کنسرت‌های تبلیغاتی‌اش را در سالن هاوس آف بلوز با عنوان تور م+م آغاز کرد. در اکتبر ۲۰۰۷ اسپیرز، سرپرستی فرزندان خود را دست داد. دلایل حکم دادگاه برای عموم افشا نشده‌است. همچنین از اسپیرز توسط لویی ویتون به دلیل قانون حق تکثیر نماهنگ «کاری کن» در سال ۲۰۰۵ شکایت شد که منجر به ممنوعیت این فیلم در ایستگاه‌های تلویزیونی اروپا شد.
در اکتبر ۲۰۰۷ اسپیرز پنجمین آلبوم استودیویی خود را با نام خاموشی منتشر کرد. این آلبوم در صدر نمودارهای کانادا و ایرلند قرار گرفت و در شماره دو بیلبورد ایالات متحده، فرانسه، ژاپن، مکزیک و انگلستان و در ده آلبوم برتر استرالیا، کره جنوبی، نیوزیلند و بسیاری از کشورهای اروپایی قرار گرفت. در ایالات متحده، اسپیرز تنها هنرمند زن شد که پنجمین آلبوم استودیویی خود را در دو اسلات برتر این نمودار آغاز کند. این آلبوم نقدهای مثبتی را از منتقدان موسیقی دریافت کرد و بیش از ۳ میلیون نسخه در سراسر جهان به فروش رسانده‌است. خاموشی آلبوم سال را در جایزه موسیقی ام‌تی‌وی اروپا ۲۰۰۸ کسب کرد و به عنوان پنجمین آلبوم برتر پاپ دهه را توسط تایمز به‌دست آورد. اسپیرز تک‌آهنگ اصلی «باز هم می‌خوام» را در جایزه نماهنگ ام‌تی‌وی ۲۰۰۷ اجرا کرد. این اجرا توسط بسیاری مورد انتقاد قرار گرفت. با وجود واکنش شدید، این تک‌آهنگ، موفقیت جهانی به‌دست آورد و در شماره یک نمودار کانادا و در ده کشور به رتبه بالایی رسید. تک‌آهنگ دوم، «تکه‌ای از من» در صدر جدول ایرلند قرار گرفت و در استرالیا، کانادا، دانمارک، نیوزیلند و انگلستان به جمع ۵ تک‌آهنگ نفر برتر رسید. سومین تک‌آهنگ «سر حرف را باز کن» در سال بعد منتشر شد و به دلیل عدم توانایی اسپیرز در تبلیغ آن، موفقیت متوسطی داشت. در دسامبر ۲۰۰۷ اسپیرز با یک پاپاراتزی به نام عدنان غلیب، رابطه دوستی برقرار کرد.

### ۲۰۰۸–۲۰۱۰: سرپرستی (حقوقیقیمومت) برای اسپیرز
در ژانویه ۲۰۰۸ اسپیرز از انصراف سرپرستی پسرانش به فدرلاین خودداری کرد. وی پس از اینکه پلیس که به خانه‌اش وارد شد در مرکز پزشکی سیدرز-ساینای بستری شد و گفت که به نظر می‌رسد وی تحت تأثیر یک ماده ناشناس است. روز بعد، حق ملاقات اسپیرز در جلسه اضطراری دادگاه به حالت تعلیق درآمد و به فدرلاین سرپرستی قانونی فرزندان داده شد. اسپیرز به بخش روان‌پزشکی مرکز پزشکی رونالد ریگان دانشگاه کالیفرنیا در لس آنجلس منتقل شد و کنترل کامل دارایی‌های وی را در محافظت پدرش جیمز اسپیرز و وکیلش اندرو والت داده شد. اسپیرز پنج روز بعد، از بیمارستان مرخص شد. آنها برای ۱۲ سال کنترل بسیاری از امور از جمله اطلاعات مربوط به سلامتش یا اینکه با چه کسی دیدار کند در دست داشتند. اسپیرز از سال ۲۰۰۸ هیچ کنترلی بر مسائل مالی و امور زندگی حرفه‌ای خود نداشته‌است.

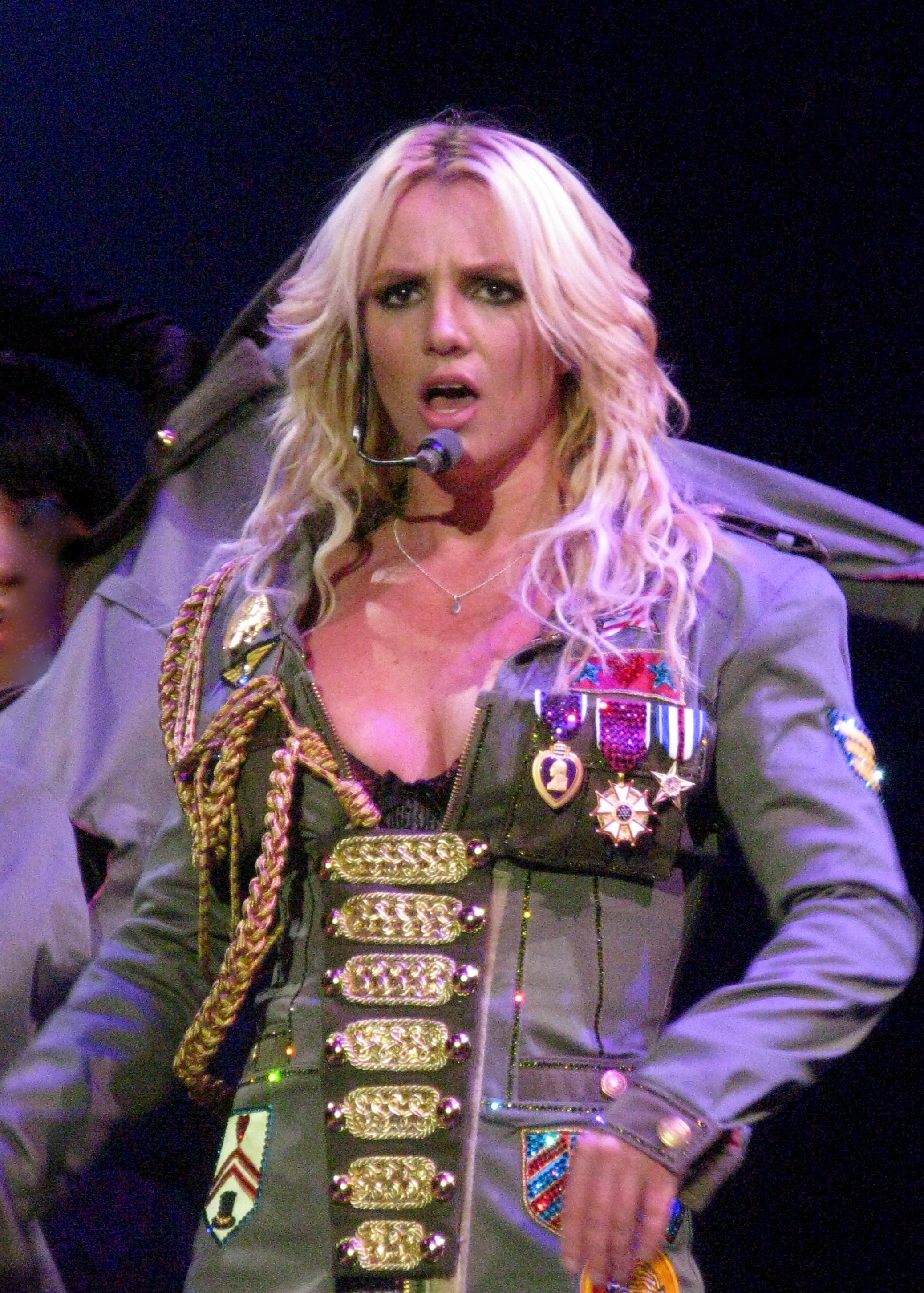
هنگام اجرای «پسرها» در سیرک با هنرمندی بریتنی اسپیرز، ۵ مارس ۲۰۰۹

ماه بعد، اسپیرز به عنوان بازیگر مهمان در سریال «آشنایی با مادر» قسمت «ده جلسه» در نقش اَبی بازی کرد. او برای عملکردش در سریال، نظرات مثبتی دریافت کرد و همچنین این قسمت سریال به بالاترین رتبه خود را تا آن هنگام به‌دست آورد. در ژوئیه ۲۰۰۸ اسپیرز پس از توافق با فدرلاین و مشاور وی، برخی از قوانین حق بازدید از فرزندانش را به‌دست آورد. در سپتامبر ۲۰۰۸ اسپیرز چند جوایز جایزه نماهنگ ام‌تی‌وی با طرح طنز از پیش ضبط شده و سخنرانی مقدماتی با جونا هیل. برای نماهنگ سال، بهترین نماهنگ زن و بهترین نماهنگ‌های جهان را برای تک‌آهنگ «تکه‌ای از من» به‌دست آورد. پس از آن، یک فیلم مستند درون ریز ۶۰ دقیقه‌ای با نام بریتنی: برای ضبط برای بازگشت شرح حال اسپیرز به صنعت موسیقی به کارگردانی فیل گریفین ساخته شد. این مستند در سه‌ماهه سوم سال ۲۰۰۸ در بورلی هیلز، کالیفرنیا، هالیوود و شهر نیویورک فیلمبرداری شد. این مستند برای دو شب از ام‌تی‌وی برای ۵٫۶ میلیون بیننده پخش شد و بالاترین امتیاز در فهرست زمان پخش یکشنبه شب در تاریخ شبکه را به‌دست آورد.
در دسامبر ۲۰۰۸ ششمین آلبوم استودیویی اسپیرز با نام سیرک منتشر شد که نظر مثبت منتقدان موسیقی را دریافت کرد. این آلبوم در کانادا، جمهوری چک و ایالات متحده و در میان ده کشور و بسیاری از کشورهای اروپایی در شماره یک قرار گرفت. در ایالات متحده، اسپیرز به جوانترین هنرمند زن تبدیل شد که توانسته پنج آلبوم شماره یک به‌دست آورد و نامش در رکورد جهانی گینس ثبت شد. وی همچنین به تنها خواننده در سانداسکن تبدیل شد که چهار آلبوم با ۵۰۰٬۰۰۰ نسخه یا بیشتر از آن به فروش رسانده‌است. این آلبوم یکی از پر فروش‌ترین آلبوم‌های سال بود و توانست بیش از ۴ میلیون نسخه در جهان به فروش برساند. تک‌آهنگ اصلی آلبوم، «زن‌باره» از هنگام «عزیزم یک بار دیگر…» به نخستین تک‌آهنگ شماره ۱ اسپیرز در ۱۰۰ آهنگ داغ بیلبورد تبدیل شد. این ترانه نیز در صدر جدول‌های بلژیک، کانادا، دانمارک، فنلاند، فرانسه، نروژ و سوئد قرار گرفت. همچنین در بخش بهترین ضبط رقص گرمی نامزد شد. در ژانویه ۲۰۰۹ اسپیرز و پدرش، حکمی را علیه مدیر پیشین خود سام لطفی، دوست پسر پیشین عدنان غلیب و وکیلش جان اردلی گرفتند. بر پایه اسناد دادگاه، همهٔ آن‌ها در نظر داشتند که کنترل امور اسپیرز را به‌دست آورند. حکمی علیه لطفی و غلیب صادر شد که از تماس با اسپیرز یا قرار گرفتن در فاصله ۲۵۰ متری او، دارایی یا اعضای خانواده وی جلوگیری کنند. در مارس ۲۰۰۹ اسپیرز تور سیرک با هنرمندی بریتنی اسپیرز را آغاز کرد. با فروش ناخالص ۱۳۱٫۸ میلیون دلاری، این پنجمین تور پر درآمد سال در ایالات متحده شد.
در نوامبر ۲۰۰۹ اسپیرز دومین آلبوم بهترین‌های خود را با نام مجموعه تک‌آهنگ‌ها را منتشر کرد. تک‌آهنگ لید آلبوم «۳» تبدیل به سومین شماره یک اسپیرز در ایالات متحده شد. در مه ۲۰۱۰ نمایندگان اسپیرز تأیید کردند که اسپیرز و جیسون ترویک تصمیم گرفته‌اند تا روابط دوستی خود پایان دهند و بر روابط شخصی خود تمرکز کنند. در همان سال، اسپیرز یک خط تولید پوشاک با نسخه محدود برای کندیز طراحی کرد که در ژوئیه ۲۰۱۰ در فروشگاه‌ها عرضه شد. در سپتامبر ۲۰۱۰ وی در یک قسمت تک‌جلوه در برنامه تلویزیونی گلی با عنوان «بریتنی / بریتانی» ظاهر شد. این قسمت بالاترین رتبه گلی را تا آن هنگام به‌دست آورده‌است.

### ۲۰۱۱–۲۰۱۲: زن افسونگر و ایکس فاکتور

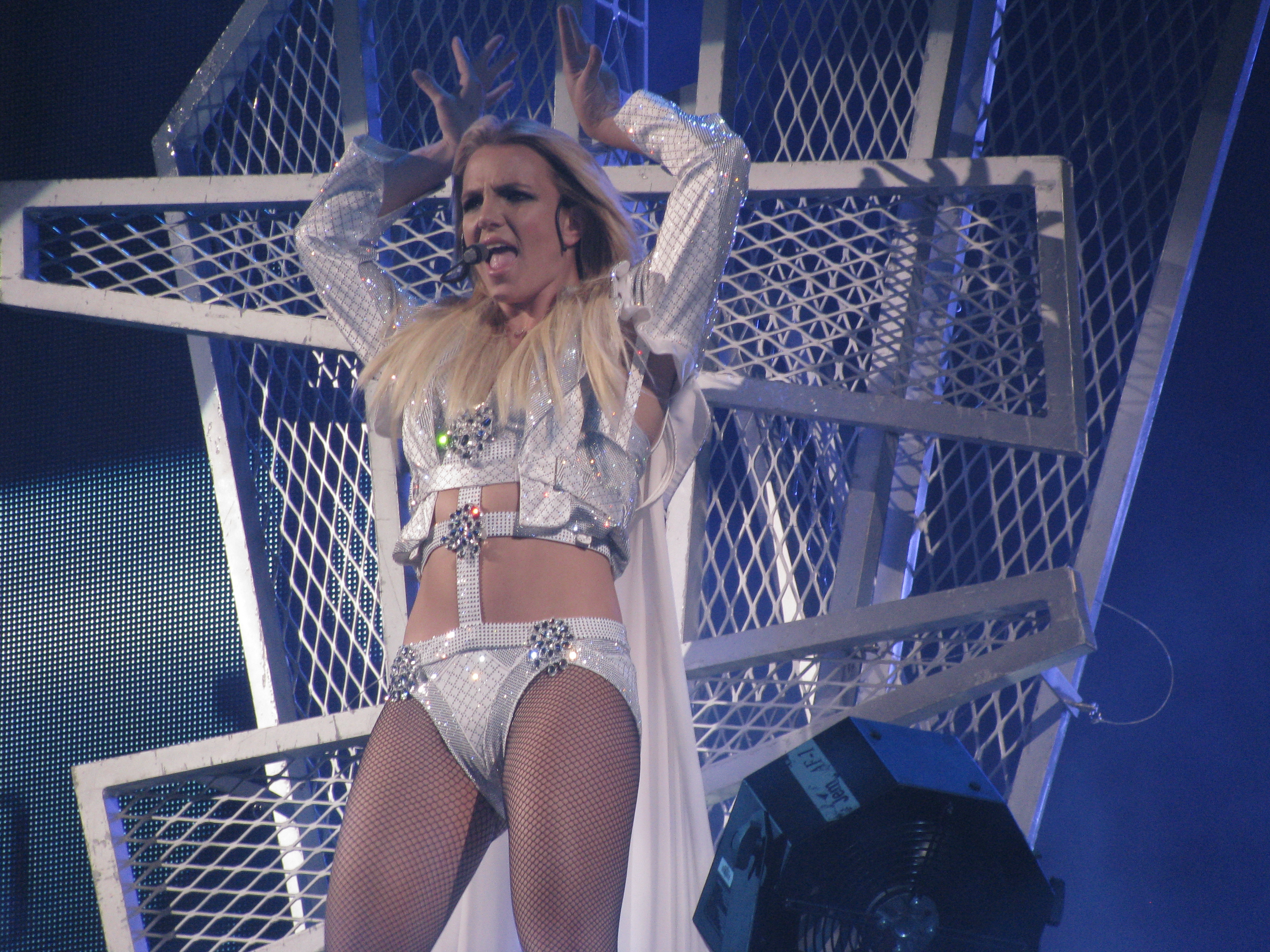
اسپیرز هنگام اجرا در تور زن افسونگر در سال ۲۰۱۱

در مارس ۲۰۱۱ اسپیرز هفتمین آلبوم استودیویی خود را با نام زن افسونگر منتشر کرد. این آلبوم در ایالات متحده، کانادا و استرالیا با شماره یک به اوج خود رسید و تقریباً در نمودار کشورهای دیگر، در صدر ده آلبوم برتر قرار گرفت. اوج آلبوم در ایالات متحده، اسپیرز برای بیشترین شمار آلبوم شماره یک در کنار ماریا کری و جنت جکسون قرار گرفت. این آلبوم در ایالات متحده، بیش از ۱ میلیون نسخه فروخته‌است و توانست گواهی پلاتین را از انجمن آرای‌ای‌ای به‌دست آورد.
تک‌آهنگ اصلی این آلبوم با نام «علیه من به‌کار می‌بری» در شماره یک در ۱۰۰ آهنگ داغ بیلبورد آغاز به کار کرد و تبدیل به چهارمین تک‌آهنگ شماره یک اسپیرز در این جدول شد و او پس از ماریا کری به دومین هنرمند تاریخ تبدیل شد که ۲ تک‌آهنگ را در مدت کوتاهی به شماره یک ۱۰۰ آهنگ داغ بیلبورد رسانده‌است. تک‌آهنگ دوم «تا دنیا دنیاست» در در ماه مه به شماره سه در ۱۰۰ آهنگ داغ بیلبورد رسید در حالی که تک‌آهنگ سوم «می‌خوام برم» در ماه اوت به شماره هفت رسید. زن افسونگر نخستین آلبوم اسپیرز است که در آن سه تک‌آهنگ به ۱۰ آهنگ برتر در ۱۰۰ آهنگ داغ بیلبورد رسیده‌است. چهارمین و آخرین تک‌آهنگ «مجرم» در سپتامبر ۲۰۱۱ منتشر شد. نماهنگ این ترانه به دلیل استفاده از اسلحه‌های ماکت هنگام فیلمبرداری در منطقه‌ای از لندن که به شدت تحت تأثیر شورش‌های ۲۰۱۱ انگلستان بود توسط سیاستمداران بریتانیا مورد انتقاد قرار گرفت. مدیر برنامه‌های اسپیرز به‌طور خلاصه پاسخ داد و گفت: «این فیلم داستانی فانتزی است که با دوست‌پسر بریتنی، جیسون تراویک است فیلمبرداری شده که اشعار آهنگی را که سه سال پیش از رخداد شورش‌ها نوشته شده‌است، پخش می‌کند». در آوریل ۲۰۱۱ اسپیرز در یک ریمیکس از آهنگ «اس و ام» ریانا ظاهر شد. این ترانه در اواخر ماه به شماره یک در ایالات متحده رسید و به پنجمین تک‌آهنگ شماره یک اسپیرز در نمودار تبدیل شد. در فهرست پایان سال بیلبورد ۲۰۱۱ اسپیرز در رده چهاردهمین هنرمند سال، سی و دو در هنرمند بیلبورد ۲۰۰ و ده در هنرمند ۱۰۰ داغ بیلبورد قرار گرفت. همچنین اسپیرز ترانه «شلاق» را برای آلبوم وقتی خورشید غروب می‌کند از گروه موسیقی پاپ راک آمریکایی، سلنا گومز و سین نوشت.

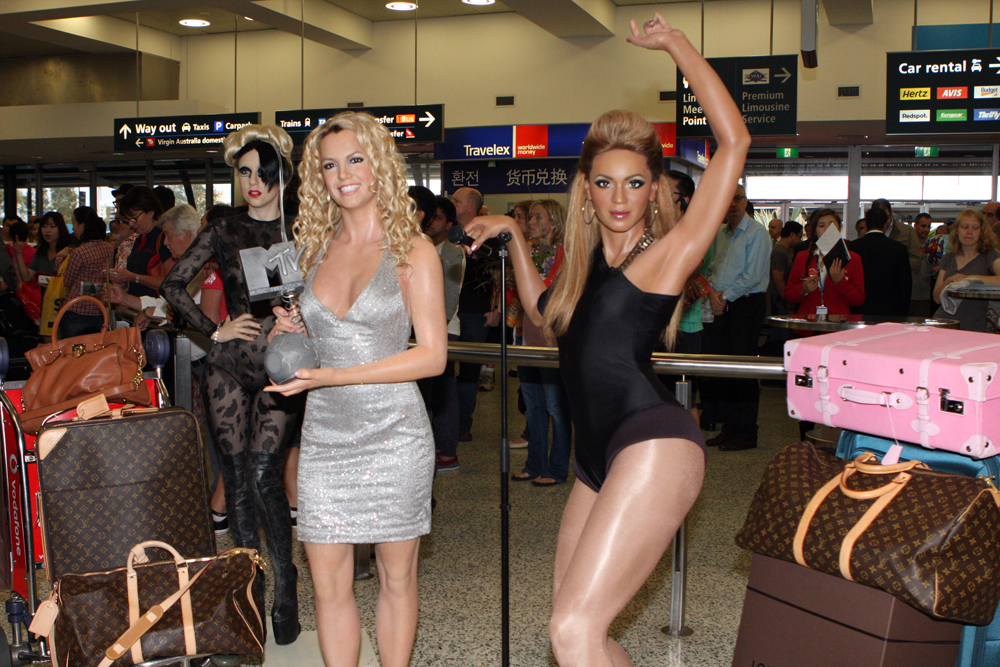
اسپیرز و بیانسه

در ژوئن ۲۰۱۱ اسپیرز تور زن افسونگر را آغاز کرد. ده اجرای نخست این تور، ۶٫۲ میلیون دلار درآمد کسب کردند و رتبه پنجاه و پنج از فهرست ۱۰۰ تور برتر آمریکای شمالی پولاستار را برای نیمه سال به‌دست آورد. این تور پس از ۷۹ اجرا در ۱۰ دسامبر ۲۰۱۱ در پورتوریکو به پایان رسید. یک دی‌وی‌دی از این تور در نوامبر ۲۰۱۱ منتشر شد. در اوت ۲۰۱۱ اسپیرز جایزه پیشگام ویدئو مایکل جکسون را در جایزه ام‌تی‌وی ۲۰۱۱ دریافت کرد. ماه بعد، وی دومین آلبوم ریمیکس خود را با نام بی در میکس: ریمیکس‌ها ۲ منتشر کرد. در ماه دسامبر، اسپیرز با همکار و دوست دیرینه‌اش، جیسون تراویک رابطه دوستی برقرار کرد. تراویک در آوریل ۲۰۱۲ به همراه پدرش پشتیبان اسپیرز شد. در ژانویه ۲۰۱۳ اسپیرز و تراویک نامزدی خود را به پایان رساندند. همچنین تراویک به عنوان همکار پشتیبان اسپیرز برداشته شد.

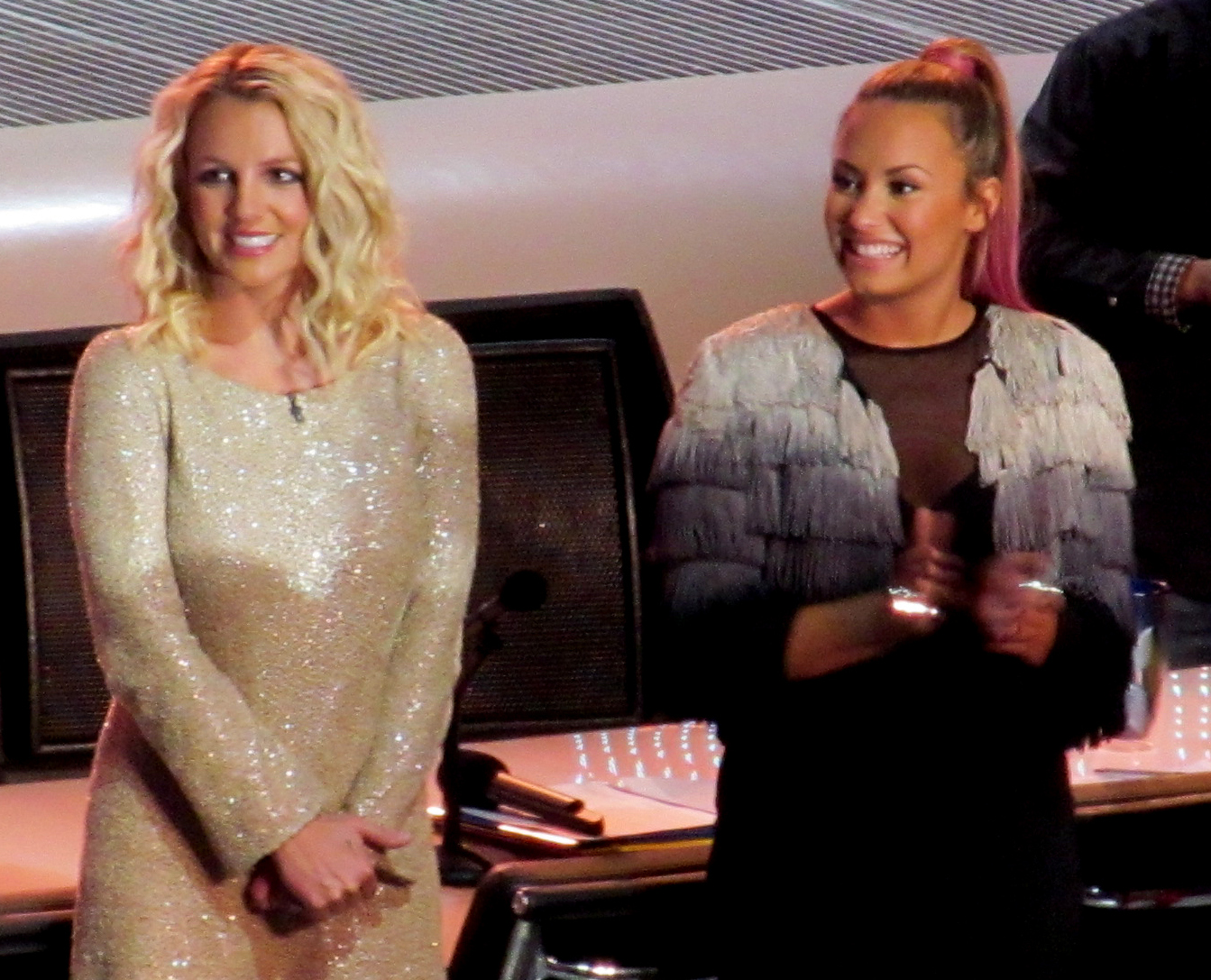
اسپیرز و دمی لواتو در ایکس فاکتور

در مه ۲۰۱۲ اسپیرز برای جایگزینی نیکول شرزینگر به عنوان داور برای دومین فصل از نسخه آمریکایی ایکس فاکتور استخدام شد و به سایمون کاول، ال.ای. رید و دمی لواتو که جایگزین پائولا عبدل شده بود، پیوست. وی با دستمزد ۱۵ میلیون دلاری، به پردرآمدترین داور سریال رقابت آواز در تاریخ تلویزیون تبدیل شد. با این حال، کیتی پری با ۲۵ میلیون دلار دستمزد در امریکن آیدل رکورد اسپیرز را در سال ۲۰۱۸ شکست. اسپیرز از طبقه نوجوانان پشتیبانی کرد و درنتیجه کارلی رز ساننکلر به فینال راه یافت و به عنوان برنده فصل معرفی شد. همچنین اسپیرز برای فصل سوم این نمایش همکاری نکرد. اسپیرز در ترانه «جیغ و داد» که به صورت تک‌آهنگ از چهارمین آلبوم استودیویی ویل.آی.ام منتشر شده بود همکاری کرد. این آهنگ بعداً به ششمین تک‌آهنگ شماره یک اسپیرز در جدول فروش بریتانیا تبدیل شد و در ۱۰۰ آهنگ داغ بیلبورد در ایالات متحده به رتبه ۳ رسید. جیغ و داد با فروش بیش از ۸/۱ میلیون نسخه در سراسر جهان، به یکی از پرفروش‌ترین آهنگ‌های سال ۲۰۱۲ و ۲۰۱۳ تبدیل شد. نماهنگ این ترانه سومین نماهنگ پربیننده سال ۲۰۱۳ در ویوو با وجود انتشار در سال ۲۰۱۲ بود. در ماه دسامبر، مجله فوربز اسپیرز را پرفروش‌ترین هنرمند در سال ۲۰۱۲ را با درآمد تقریبی ۵۸ میلیون دلار معرفی کرد.

### ۲۰۱۳–۲۰۱۵: بریتنی جین و بریتنی: تکه‌ای از من
اسپیرز کار بر روی هشتمین آلبوم استودیویی خود، بریتنی جین را در دسامبر ۲۰۱۲ آغاز کرد. تهیه‌کننده اجرایی این آلبوم بر عهده ویل.آی.ام بود که در مه ۲۰۱۳ مشخص شد. در حین ضبط آلبوم بریتنی جین، اسپیرز یک تک‌آهنگ با نام «اوه لا لا» که تیتراژ فیلم اسمورف‌ها ۲ بود را در ژوئن ۲۰۱۳ منتشر کرد. در ۱۷ سپتامبر ۲۰۱۳ وی در برنامه صبح بخیر آمریکا حضور یافت تا کنسرت اقامتی دو ساله خود را در محل هتل و کازینوی پلانت هالیوود در لاس وگاس با عنوان بریتنی: تکه‌ای از من اعلام کند. کنسرت‌ها از تاریخ ۲۷ دسامبر ۲۰۱۳ آغاز شدند و در کل، ۱۰۰ نمایش در طول سال ۲۰۱۴ و ۲۰۱۵ را شامل شدند. اسپیرز در همان هنگام اعلام کرد که بریتنی جین در ۳ دسامبر ۲۰۱۳ در ایالات متحده منتشر خواهد شد. این آلبوم از طریق آرسی‌ای رکوردز منتشر شد که نخستین همکاری اسپیرز با این شرکت و آخرین همکاری با جایو رکوردز و زامبا رکوردز بود. این آلبوم به دلیل درگیری‌های زمانی مربوط به آماده‌سازی برای بریتنی: تکه‌ای از من، تبلیغات ضعیفی و فروش تجاری کمی داشت. پس از انتشار، آلبوم با فروش ۱۰۷٬۰۰۰ کپی در هفته نخست به شماره ۴ در بیلبورد ۲۰۰ ایالات متحده رسید و به کم فروش‌ترین آلبوم اسپیرز در ایالات متحده تبدیل شد. همچنین این آلبوم در جدول آلبوم‌های بریتانیا با فروش ۱۲٬۹۵۹ نسخه در هفته نخست به شماره ۳۴ رسید و به کم فروش‌ترین آلبوم اسپیرز در این کشور تبدیل شد.

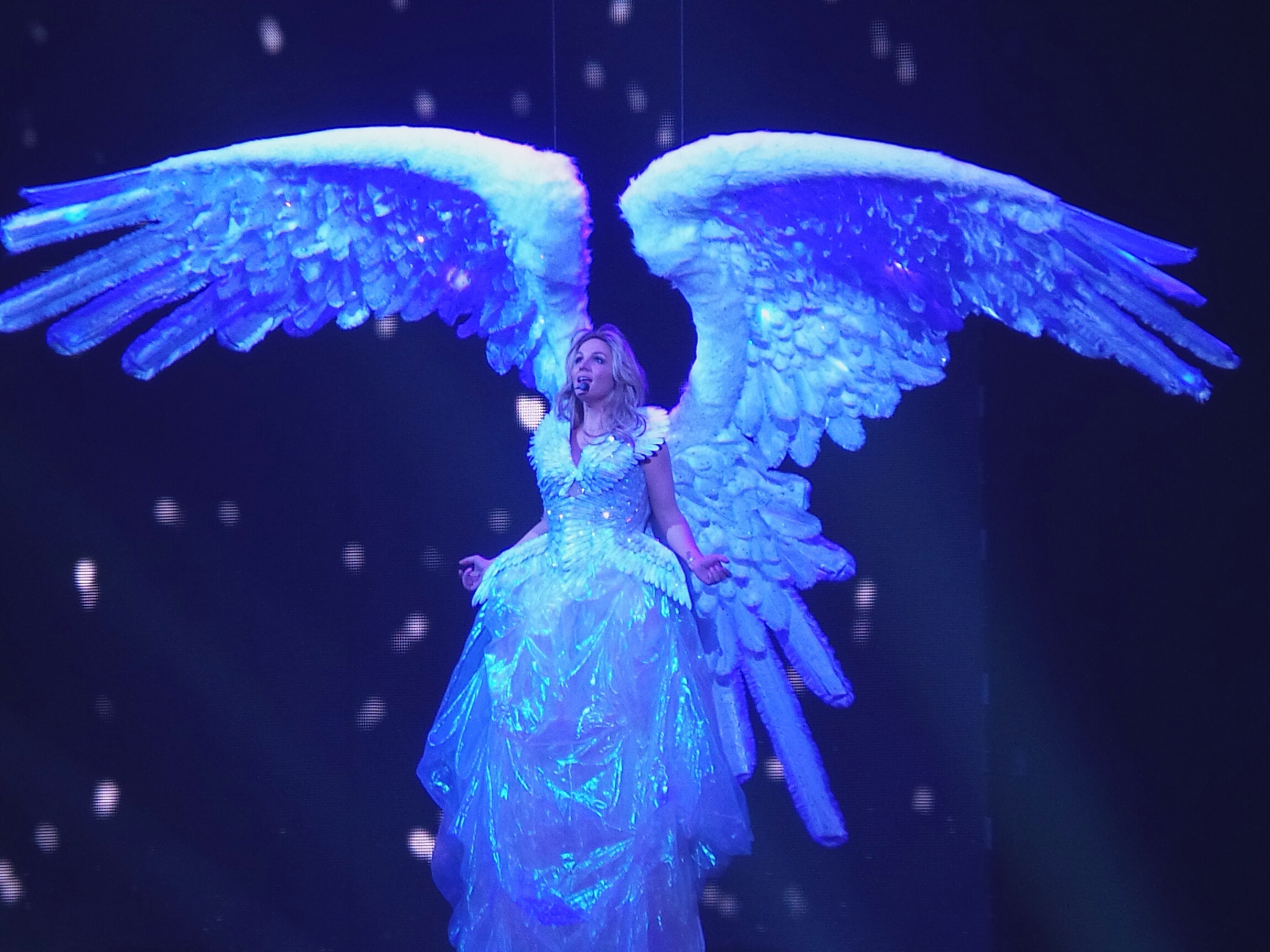
هنگام اجرای کنسرت اقامتی خود در لاس وگاس، بریتنی: تکه‌ای از من

«سلیطه کار کن» به عنوان تک‌آهنگ اصلی از آلبوم بریتنی جین، یک روز زودتر از تاریخ انتشار اصلی به دلیل فاش‌شدن اینترنتی در ۱۶ سپتامبر ۲۰۱۳ منتشر شد. این ترانه رتبه ۱۲ در ۱۰۰ آهنگ داغ بیلبورد ایالات متحده را به‌دست آورد و همچنین سی و یکمین ترانه اسپیرز به‌شمار می‌رفت که وارد این نمودار شده‌است. این ترانه بالاترین فروش اسپیرز را از هنگام تک‌آهنگ شماره یک ۲۰۱۱ «علیه من به‌کار می‌بری» را به خود اختصاص داد. برخلاف خود آلبوم «سلیطه کار کن» موفق به کسب رتبه هفتم در جدول تک‌آهنگ‌های بریتانیا شد و همچنین در بین بهترین ترانه‌های کشورهای برزیل، ایتالیا، کانادا، مکزیک، اسپانیا و کره جنوبی قرار گرفت.
دومین تک‌آهنگ «عطر» در ۳ نوامبر ۲۰۱۳، دو روز زودتر از آنچه در ابتدا اعلام شد، منتشر شد. این ترانه در رتبه ۷۶ در ۱۰۰ آهنگ داغ بیلبورد قرار گرفت. در اکتبر ۲۰۱۳ وی به عنوان خواننده مهمان در آهنگ «اس‌ام‌اس (بنگرز)» مایلی سایرس، که از چهارمین آلبوم استودیویی سایرس با نام بنگرز (۲۰۱۳) برگرفته شده بود، ظاهر شد. در ۸ ژانویه ۲۰۱۴ اسپیرز در چهلمین دوره جوایز برگزیده مردم در تئاتر مایکروسافت واقع در لس آنجلس موفق به کسب هنرمند برتر پاپ شد. در اوت ۲۰۱۴ اسپیرز تأیید کرد که قراردادش را با آرسی‌ای تمدید کرده‌است و در حال نوشتن و ضبط موسیقی تازه برای آلبوم بعدی خود است. در اوت ۲۰۱۴ اسپیرز از طریق حساب توئیتر خود اعلام کرد که یک خط تولید پوشاک به نام مجموعه بریتنی اسپیرز صمیمی را راه‌اندازی کرده‌است. فروش کالاها از ۹ سپتامبر ۲۰۱۴ در ایالات متحده و کانادا از طریق وبگاه مجموعه اسپیرز صمیمی گشایش یافت. این وبگاه بعداً در ۲۵ سپتامبر برای خرید در اروپا در دسترس قرار گرفت. محصولات این شرکت هم‌اکنون به بیش از ۲۰۰ کشور جهان از جمله استرالیا و نیوزیلند ارسال می‌شودند. در ۲۵ سپتامبر ۲۰۱۴ اسپیرز در برنامه صبح بخیر بریتانیا تأیید کرد که قراردادش را با سالن The AXIS و Planet Hollywood Resort & Casino تمدید کرده‌است تا کنسرت‌های اقامتی بریتنی: تکه‌ای از من را برای دو سال دیگر ادامه دهد.
در مارس ۲۰۱۵ مجله پیپل تأیید کرد که اسپیرز در ۴ مه ۲۰۱۵ تک‌آهنگ تازه‌ای به نام «دختران زیبا» را با ایگی آزیلیا منتشر خواهد کرد. این ترانه در ۱۰۰ آهنگ داغ بیلبورد به رتبه ۲۹ رسید و در نمودار بین‌المللی به رتبه متوسط رسید. اسپیرز و آزیلیا این آهنگ را به صورت زنده در جوایز موسیقی بیلبورد ۲۰۱۵ در محل کنسرت اقامت اسپیرز اجرا کردند که پاسخ‌های مثبتی را از منتقدان دریافت کرد. مجله هفتگی سرگرمی با تقدیر از این عملکرد، خاطرنشان کرد: «اسپیرز یکی از پر انرژی‌ترین اجراهای تلویزیونی خود را در چند سال اخیر ارائه داده‌است». در ۱۶ ژوئن ۲۰۱۵ جورجو مورودر آلبوم خود را با نام دژا وو منتشر کرد که اسپیرز در ترانه «غذاخوری تام» حضور داشت. این ترانه به عنوان چهارمین تک‌آهنگ از این آلبوم در ۹ اکتبر منتشر شد. در طی یک مصاحبه، مورودر از صدای آوازهای اسپیرز تقدیر کرد و گفت که او با این آهنگ «کار خوبی» انجام داده و همچنین گفت که اسپیرز «به قدری خوب به نظر می‌رسد که شما به سختی او را تشخیص خواهید داد». در مراسم جوایز برگزیده نوجوانان ۲۰۱۵ اسپیرز جایزه کندیز استایل آیکان را دریافت کرد و نهمین جایزه این مراسم به وی اهدا شد. در ماه نوامبر، اسپیرز به عنوان هنرمند مهمان، در یک نسخه داستانی از خودش در سریال سی‌دابلیو، جین باکره بازی کرد. در این نمایش، او با شخصیت جینا رودریگز به رقص با ترانه «سمی» پرداخت.

### ۲۰۱۶–۲۰۱۸: گلوری، ادامهٔ کنسرت اقامتی و تور تکه‌های از من

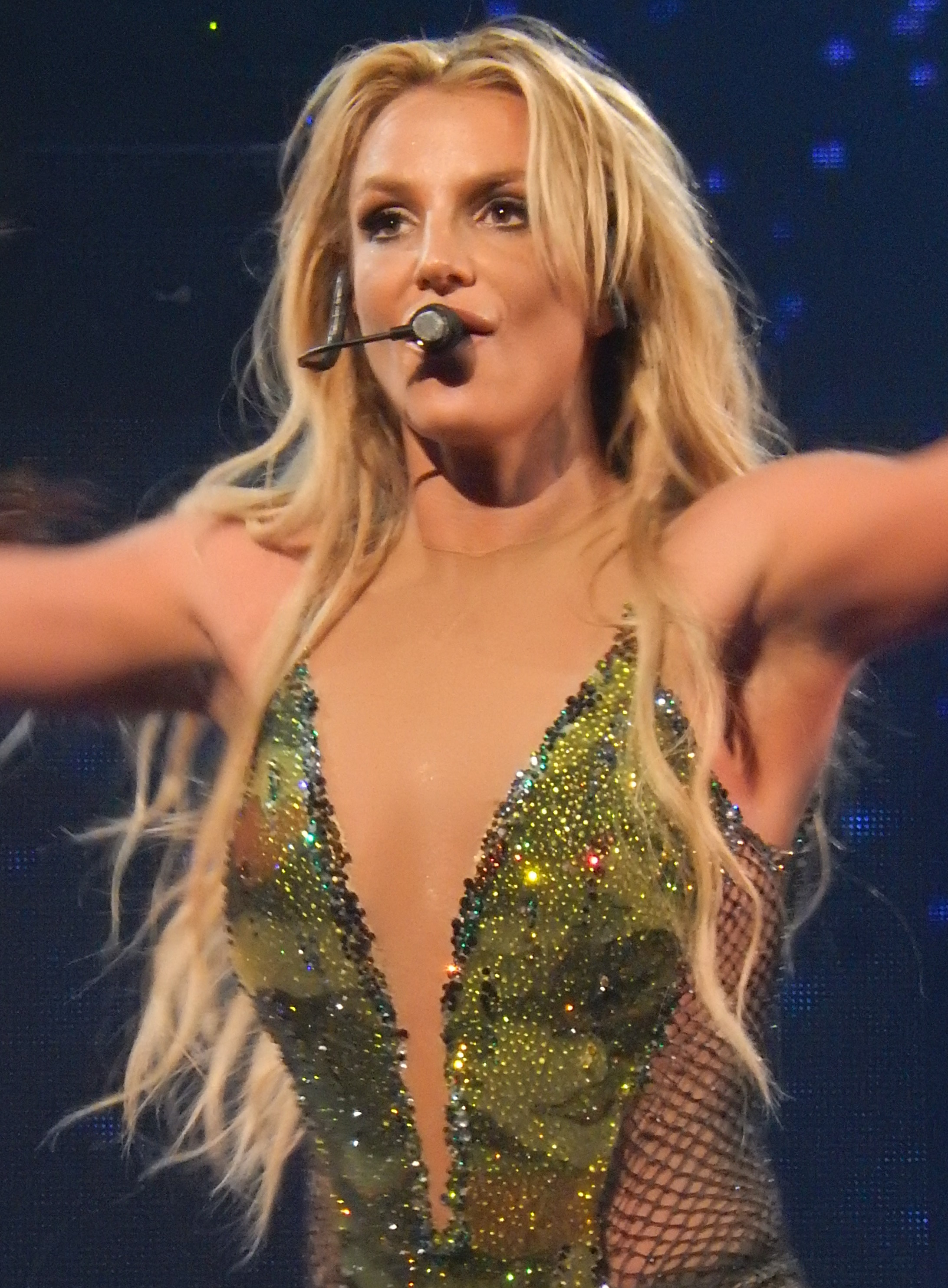
اسپیرز حین اجرا در جشنواره اپل میوزیک در سپتامبر ۲۰۱۶

در سال ۲۰۱۶، اسپیرز از طریق شبکه‌های اجتماعی تأیید کرد که ضبط نهمین آلبوم استودیویی‌اش تحت عنوان گلوری را آغاز کرده‌است. در ۱ مارس ۲۰۱۶، مجلهٔ وی اعلام کرد که اسپیرز علاوه بر آشکار کردن سه جلد مختلف که توسط ماریو تستینو برای رویداد مهم منتشر شده‌است، بر روی جلد صدمین شماره خود به تاریخ ۸ مارس ۲۰۱۶ ظاهر می‌شود. استیفان گان، سر ویراستار مجله بیان کرد که اسپیرز به دلیل جایگاه خود به عنوان یک نماد در صنعت، برای شماره "V100" انتخاب شده‌است. گان اظهار داشت: «چه کسی در این دنیا با گوش‌دادن به موسیقی او بزرگ نشده‌است؟». در مه ۲۰۱۶، اسپیرز یک اپلیکیشن بازی نقش‌آفرینی نامرتب با عنوان بریتنی اسپیرز: رؤیای آمریکایی را راه‌اندازی کرد. این اپلیکیشن توسط گلو موبایل ایجاد شد و از طریق آی‌اواس و گوگل پلی در دسترس قرار گرفت. در ۲۲ مه ۲۰۱۶، اسپیرز یک قطعه مختلف از تک‌آهنگ‌های گذشتهٔ خود را در جوایز موسیقی بیلبورد ۲۰۱۶ اجرا کرد. اسپیرز علاوه بر افتتاحیه نمایش، جایزه هزاره بیلبورد را نیز دریافت کرد. در ۱۴ ژوئیه ۲۰۱۶، اسپیرز تک‌آهنگ آغازین «مرا بساز» از نهمین آلبوم استودیویی خود را منتشر کرد که شامل آوازهای مهمان رپر آمریکایی جی-ایزی بود. آلبوم گلوری به‌طور رسمی در تاریخ ۲۶ اوت ۲۰۱۶ منتشر شد. در ۱۶ اوت ۲۰۱۶، ام‌تی‌وی و اسپیرز اعلام کردند که او در جوایز ویدئو موسیقی ام‌تی‌وی ۲۰۱۶ اجرا می‌کند. این اجرا نخستین بار بود که اسپیرز پس از اجرای کاملاً تحریک آمیز «باز هم می‌خوام» در نمایش ۲۰۰۷، نه سال پیش از آن، به وی‌ام‌ای بازگشت. همراه با «مرا بساز»، اسپیرز و جی-ایزی همچنین تک‌آهنگ من، خودم و من از جی-ایزی را اجرا کردند.
اسپیرز برای شماره اکتبر ۲۰۱۶ روی جلد ماری کلر ظاهر شد. در حین انتشار، اسپیرز گفت کرد که او در گذشته از اضطراب وحشتناک رنج می‌برده‌است و مادر بودن نقش اساسی در کمک به او برای غلبه بر آن داشته‌است. اسپیرز در این شماره گفت: «پسران من اهمیتی نمی‌دهند که همه چیز عالی نباشد. آنها دربارهٔ من قضاوت نمی‌کنند،». در نوامبر ۲۰۱۶، طی مصاحبه‌ای با بلاگ لاس وگاس، اسپیرز تأیید کرد که او قبلا کار بر روی آلبوم بعدی خود را آغاز کرده‌است. او اظهار داشت: «مطمئن نیستم که می‌خواهم آلبوم بعدی به چه صورت باشد. [...] فقط می‌دانم که از ورود دوباره به استودیو هیجان زده‌ام و در حال حاضر دوباره شروع به ضبط کرده‌ام.» در همان ماه، او نسخهٔ ریمیکس «مهمانی چرت زدن» را به عنوان دومین تک‌آهنگ گلوری با حضور تیناشی منتشر کرد. او پس از دیدن سام اصغری، همبازی‌اش در موزیک ویدئو «مهمانی چرت زدن» در صحنه فیلم‌برداری، شروع به گذاشتن قرار عاشقانه با او کرد. در ژانویه ۲۰۱۷، اسپیرز از چهار نامزدی در چهل و سومین جوایز برگزیده مردم چهار برد کسب کرد، از جمله هنرمند مورد علاقه پاپ، هنرمند زن، چهره مشهور رسانه‌های اجتماعی و همچنین همکاری کمدی برای بازی با الن دی‌جنرس در شوی الن دی‌جنرس. در مارس ۲۰۱۷، اسپیرز اعلام کرد که کنسرت اقامت او در خارج از کشور به عنوان تور جهانی بریتنی: زنده در کنسرت با تاریخ‌هایی در شهرهای منتخب آسیا اجرا می‌شود. در آوریل ۲۰۱۷، حزب کار اسرائیل اعلام کرد که انتخابات مقدماتی ژوئیه خود را برای جلوگیری از درگیری با کنسرت فروخته‌شده اسپیرز در تل آویو، با توجه به ترافیک و نگرانی‌های امنیتی، برنامه‌ریزی مجدد خواهد کرد.
همچنین مدیر برنامه‌های اسپیرز، لری رودولف اعلام کرد که اقامت اسپیرز، به دنبال پایان قرارداد وی تا پایان سال ۲۰۱۷ دیگر تمدید نخواهد شد. در ۲۹ آوریل ۲۰۱۷ اسپیرز نخستین دریافت کننده جایزه آیکان در جوایز موسیقی رادیو دیزنی ۲۰۱۷ شد. در ۴ نوامبر ۲۰۱۷ اسپیرز در افتتاحیه بزرگ بنیاد سرطان کودکان نوادا، پردیس بریتنی اسپیرز در لاس وگاس شرکت کرد. در همان ماه، مجله فوربز اعلام کرد که اسپیرز هشتمین موسیقی‌دان برتر زن است که در سال ۲۰۱۷، ۳۴ میلیون دلار درآمد کسب کرده‌است. در ۳۱ دسامبر ۲۰۱۷ اسپیرز نمایش نهایی بریتنی: تکه‌ای از من را اجرا کرد. بر پایه‌گذارش‌های انجام شده، عملکرد نهایی ۱٬۱۷۲ میلیون دلار به ثبت رسیده‌است و یک رکورد تازه در آفیس برای یک نمایش در لاس وگاس انجام شد. آخرین نمایش به‌طور زنده با اجرای ترانه‌های «سمی» و «سلیطه کار کن» در تلویزیون پخش شد و توانست رکورد ۲۵/۶ میلیون بیننده را بدست‌آورد.
در ژانویه ۲۰۱۸، اسپیرز بیست و چهارمین عطر خود را با الیزابت آردن منتشر کرد و برگزاری تور تکه‌ای از من را در ژوئیه ۲۰۱۸ در آمریکای شمالی و اروپا اعلام کرد. بلیت‌ها در عرض چند دقیقه برای شهرهای بزرگ به فروش رسیدند و تاریخ‌های اضافی برای پاسخگویی به درخواست‌ها افزوده شد. پیتبول پشتیبانی از تور را در اروپا بر عهده داشت. این تور به ترتیب در آمریکای شمالی و در سراسر جهان به ترتیب در جدول‌های ۱۰۰ تورهای سال ۲۰۱۸ در رتبه‌های ۸۶ و ۳۰ قرار گرفت. درمجموع، این تور ۵۴٫۳ میلیون دلار با ۲۶۰٫۵۳۱ بلیت فروخته شده به‌دست آورد و ششمین تور پرفروش بانوان سال ۲۰۱۸ و دومین تور پرفروش بانوان بریتانیا ۲۰۱۸ بود. در ۲۰ مارس ۲۰۱۸ اسپیرز به‌عنوان بخشی از کمپین خانه مد لوکس فرانسه با کنزو همکاری کرد. در ۱۲ آوریل ۲۰۱۸ به خاطر نقش اسپیرز در «تسریع در پذیرش برای جامعه ال‌جی‌بی‌تی» با جایزه پیشتاز گلد در جایزه رسانه‌ای گلد تقدیر شد. در ۲۷ آوریل ۲۰۱۸ اپیک رایت از همکاری تازه خود با اسپیرز برای نخستین‌بار در خط مد خودش در سال ۲۰۱۹ خبر داد که شامل پوشاک، لوازم جانبی و الکترونیک می‌شود. در ۲۱ اکتبر ۲۰۱۸ اسپیرز در مسابقات فرمول یک جایزه بزرگ ایالات متحده در آستین برنامه اجرا کرد که در نهایت به عنوان اجرای پایانی بخش تور تکه‌ای از من، اعلام شد.
در ۱۸ اکتبر ۲۰۱۸ اسپیرز دومین نمایش اقامت خود در لاس وگاس، بریتنی: سلطه را اعلام کرد که قرار بود نخستین اجرا در ۱۳ فوریه ۲۰۱۹ در پارک ام‌جی‌ام آغاز شود. برای هر اجرا ۵۰۷٬۰۰۰ دلار برنامه‌ریزی شده بود که به بالاترین عملکرد باکس آفیس در لاس وگاس استریپ تبدیل می‌شد. با این حال، وی در ۴ ژانویه ۲۰۱۹ اعلام کرد که پس از آنکه پدرش دچار پارگی روده بزرگ شده، اقامت را لغو کرد. تیم وی همچنین اعلام کرد که اسپیرز به دلیل مشکلات، همه فعالیت‌ها و تعهدات خود را به حالت تعلیق درمی‌آورد تا بتواند با خانواده خود وقت بگذارد.

### ۲۰۱۸–تاکنون: تور تکه‌ای از من، وقفه‌کاری و جنبش FreeBritney
در مارس ۲۰۱۹ اندرو والت همکار پشتیبان اسپیرز استعفا داد و گفت: «در صورت عدم تسکین بریتنی، صدمات جبران ناپذیر و خطر فوری به طرفداران و دارایی‌های بریتنی وارد خواهد شد». در همین ماه، اسپیرز وارد یک مرکز روان‌پزشکی شد تا در میان استرس ناشی از بیماری پدر، به خودمراقبتی بپردازد. بر پایه پادکست بریتنی‌گرام، بر پایه اطلاعاتی از یک منبع معتبر، اسپیرز از ژانویه ۲۰۱۹ برخلاف خواسته خود، در این مرکز نگهداری شده‌است. آنها ادعا کردند که بستری شدن در بیمارستان و لغو نمایش اقامتی توسط پدر اسپیرز به دلیل عدم مصرف داروهای خود و زیرپا گذاشتن قوانین پشتیبانان، به ویژه رانندگی‌کردن انجام شده‌است. بریتنی‌گرام و چندین رسانه خبری، تیم محافظت از اموال اسپیرز را زیر سؤال بردند؛ زیرا قرار بود پس از تور سیرک در سال ۲۰۰۹ پایان یابد. طرفداران اسپیرز، جنبش FreeBritney را به وجود آوردند که شاهد پشتیبانی افراد سرشناسی مانند مایلی سایرس، پاریس هیلتون، شر، جفری استار، دیوید لاشاپل، ویل.آی.ام، شین داوسون، ماریو لوپز، کیم پتراس، ایو، شارون آزبورن، چشم‌انداز، رز مک‌گوآن، هایدی مانتگ، کورتنی لاو و مارینا و دیاموندز بود.
به دنبال انتشار پادکست، واکنش‌های رسانه‌ای اجتماعی مبنی بر سوء استفاده از قدرت و نقض حقوق بشر وجود داشت. آنها می‌گفتند از اسپیرز توسط پدرش و لو تیلور، که مسئولیت آغاز محافظت از اموال را بر عهده داشته، سوء استفاده شده‌است. تی‌ام‌زد بعداً چندین داستان متناقض مبنی بر اینکه اگرچه اسپیرز به‌طور رسمی به اختلال دوقطبی مبتلا نشده بود اما وی در حال تجویز دارو برای آن است، منتشر کرد که بعداً حذف شد. در ۲۲ آوریل ۲۰۱۹ طرفداران، اعتراض خود را در مقابل تالار غربی هالیوود برگزار کردند و توجه خود را به سمت محافظت طولانی مدت جلب کردند و نشان دادند که اسپیر برخلاف خواست خود محافظت شده‌است. اسپیرز در ۲۴ آوریل ویدیویی در اینستاگرام خود منتشر کرد و به هواداران اطمینان داد که همه چیز خوب است. او همچنین به ایمیل‌های فاش شده دربارهٔ لو تیلور پرداخت و ادعا کرد که آنها توسط مدیر برنامه‌های پیشین وی، سام لطفی نوشته شده‌اند. اسپیرز روز بعد، از مرکز روان‌پزشکی خارج شد. در ۲۴ آوریل ۲۰۱۹ گزارش شد که اسپیرز برای ۱۰ مه ۲۰۱۹ دادگاه محافظت تازه‌ای خواهد داشت. اسپیرز در جلسه دادرسی با مادرش شرکت کرد. پس از رسیدگی، تحقیقاتی در مورد پشتیبان اسپیرز صادر شد.
در ۳ سپتامبر ۲۰۱۹ گزارش شد که پدر و پشتیبان اسپیرز ظاهراً از پسر ۱۳ ساله اش، شان پرستون سوء استفاده کرده‌اند و آن را کتک زده‌اند. اجرای قانون با بیان این واقعه با مجله د بلست صحبت کرد و گفت که کوین فدرلاین، در ۲۵ اوت به پلیس گزارش داده‌است. بعداً گزارش شد که جیمی اسپیرز در جریان یک درگیری کلامی به همراه نوه ۱۳ ساله خود چنان عصبانی شده‌است که برای رسیدن به پسر جوان در خانه را شکسته‌است. این رویداد تحقیقات مربوط به کودک‌آزاری را برانگیخت. با وجود اینکه هنوز زمان ملاقات سرپرستی پسرانش در دست وی بود بریتنی پسران خود را به خانه پدرشان بازگرداند. از دو پسر اسپیرز تاکنون حکم محکومیت سه ساله برای پدربزرگ آنها داده شده‌است. در ۲۹ مه ۲۰۲۰ اسپیرز تک‌آهنگی با نام «حلقه جادویی» را به خواسته طرفداران در سراسر جهان منتشر کرد.
در اوت ۲۰۲۰ بریتنی اسپیرز اعلام کرد که می‌خواهد کنترل زندگی و اموال خود را از پدرش پس بگیرد. او گفت که در هنگامی‌که در شرایط نامناسب روحی قرار داشته، پدرش او را از سقوط و ورشکستگی مالی نجات داده و کمک کرده که او به جایگاه برجسته هنری که در جهان داشت بازگردد. اما شرایط و شیوه زندگی اسپیرز تغییر کرده و او به شدت مخالف بازگشت جیمز در نقش محافظ زندگی او است. او درخواست کرد که مدیر برنامه‌هایش، جودی مونتگومری، مدیریت اموال او را به عهده بگیرد. در نوامبر ۲۰۲۰ دادگاه درخواست معروف بریتنی اسپیرز برای پس گرفتن اختیار دارایی‌های خود از پدرش را رد کرد اما اعلام کرد که اگر بعداً چنین درخواستی مطرح شود آن را جداگانه بررسی خواهد کرد. در پاسخ، بریتنی اسپیرز شرکت مالی «بسمر تراست» را به عنوان متولی دیگر او در کنار پدرش منصوب کرد. در فوریه ۲۰۲۱ مستندی با عنوان فریمینگ بریتنی اسپیرز که شرح وقایع محافظه کاری اسپیرز است، در اف‌ایکس به نمایش درآمد.
در ۷ سپتامبر ۲۰۲۱، جیمی دادخواستی برای پایان دادن به سرپرستی را داد. در ۱۲ سپتامبر، اسپیرز از طریق پستی در اینستاگرام نامزدی خود را با دوست پسر دیرینه‌اش، سام اصغری، اعلام کرد. در ۲۹ سپتامبر، قاضی جیمی را به عنوان محافظ املاک اسپیرز برکنار کرد، و حسابدار جان زابل را به‌طور موقت جایگزین کرد تا هنگامی که کل توافق برای همیشه خاتمه یابد. در ۱۲ نوامبر، قاضی توافق سرپرسی بر املاک اسپیرز را خاتمه داد.
در فوریهٔ ۲۰۲۲ گزارش شد که اسپیرز قراردادی به ارزش ۱۵ میلیون دلار برای نوشتن و چاپ کتاب خاطرات خود امضا کرده‌است. در ۱۱ آوریل، اسپیرز در حساب اینستاگرام خود اعلام کرد که با سام اصغری ازدواج کرده و فرزند سوم خود را باردار است. اسپیرز یک ماه بعد اعلام کرد که جنین او سقط شده‌است. او در ۹ ژوئن با اصغری ازدواج کرد. هیچ‌یک از خانواده اسپیرز و همچنین دو پسرش در این عروسی دعوت نشدند. همسر اول اسپیرز، جیسون الکساندر، تلاش کرد تا عروسی را با چاقو به هم بزند اما دستگیر شد. مدتی بعد او و اصغری به عمارت جدید ۱۱٫۸ میلیون دلاری در کالاباساس نقل مکان کردند که اسپیرز آن را خریداری کرده بود. اسپیرز در سال ۲۰۲۳ از سام اصغری جدا شد.

## میراث

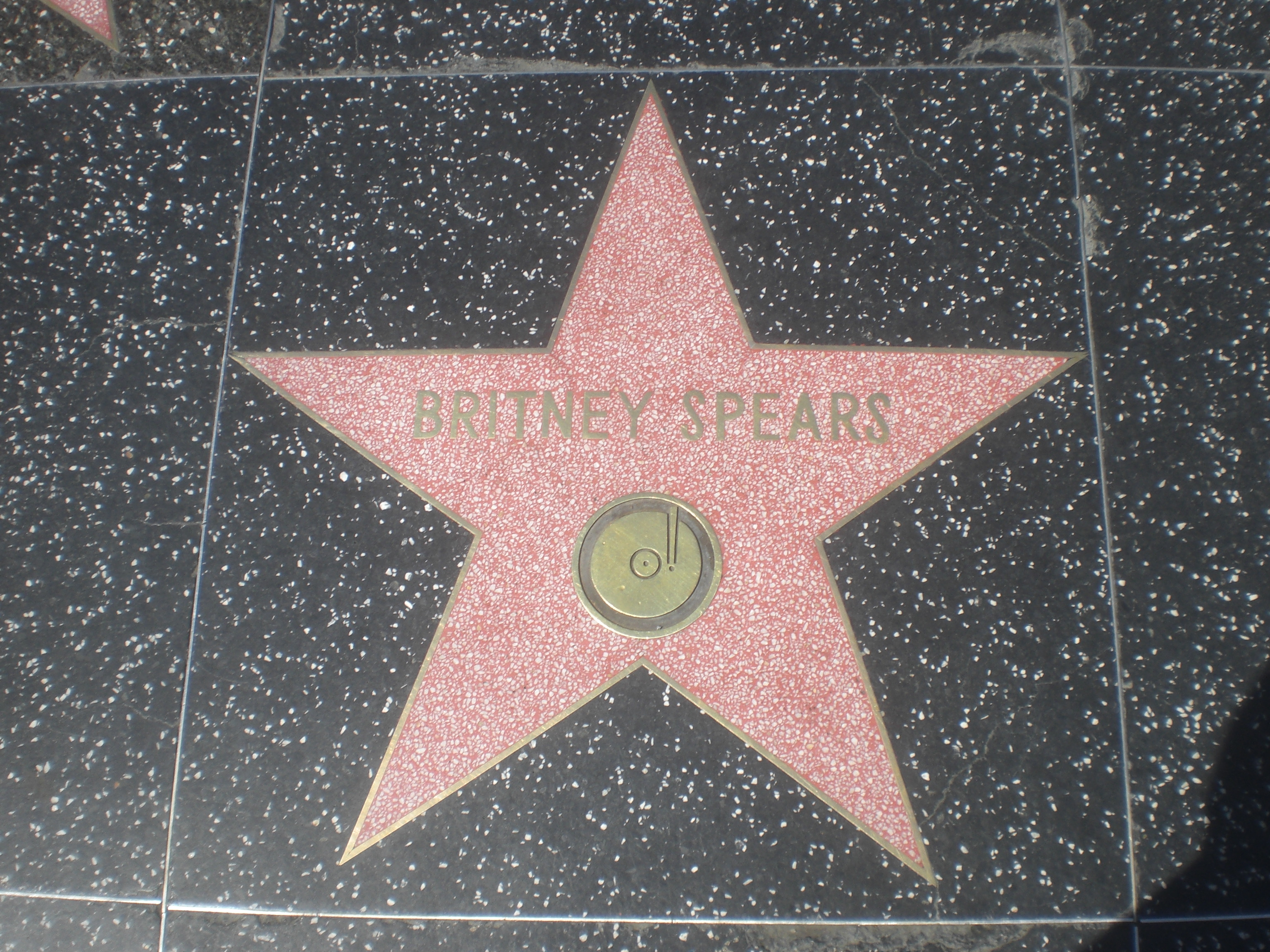
ستارهٔ اسپیرز در پیاده‌روی مشاهیر هالیوود.

اسپیرز «پرنسس پاپ» نامیده شده، و به عنوان «محرک اصلی بازگشت تین پاپ در اواخر دههٔ ۱۹۹۰ میلادی» شناخته می‌شود. مجله رولینگ استون توضیح داد که وی «یکی از موفق‌ترین خوانندگان در سده ۲۱» و منجر به تشکیل ارتش ستارگان پاپ شده، بسیاری از اجراهای جنسی و اجرای رقص سنگین وی را به یکی از موفق‌ترین هنرمندان در تمام دوران می‌شناسد و یک نمونه برای یک نسل است. روبرت کلی از مجله بیلبورد گفت که آوازهای «سکسی و دلچسب» اسپیرز در نخستین آهنگ خود «عزیزم یک بار دیگر…» دوره تازه‌ای از موسیقی پاپ را آغاز کرد که می‌تواند هنرمندان بی‌شماری را تحت تأثیر قرار دهد. در سال ۲۰۱۲ او به عنوان چهارمین فرد در فهرست نمایش ۵۰ زنان برتر در وی‌اچ‌وان قرار گرفت. وی‌اچ‌وان همچنین وی را در بین انتخاب‌های خود به عنوان بزرگ‌ترین زنان صنعت موسیقی در سال ۲۰۱۲ و بزرگ‌ترین آیکان فرهنگ پاپ در سال ۲۰۰۳ ذکر کرد.
اسپیرز پس از آغاز زندگی حرفه‌ای به سرعت به یک الگوی پاپ بین‌المللی تبدیل شد. اسپیرز در سال ۲۰۰۳ در پیاده‌روی مشاهیر هالیوود ستاره‌دار شد. او اسم خود را برای بیشترین فروش آلبوم (... عزیزم یک بار دیگر با فروش ۱۳ میلیون نسخه در آمریکا) در میان نوجوانان در کتاب رکوردهای گینس ثبت کرده‌است. بریتنی اسپیرز برای ۴ سال پی‌درپی بیشترین نام جستجو شده در موتور جستجوگر یاهو بوده‌است.
کارهای اسپیرز تأثیراتی بسیار بر هنرمندانی همچون کیتی پری، مگان ترینر، دمی لواتو، کلیکی، کریستینیا دی‌بارژ، لیتل بوتس، چارلی ایکس‌سی‌ایکس، مارینا و دیاموندز، تیگن و سارا، پیکسی لات، گرایمز، سلنا گومز، هیلی استاینفلد، تیناشی، ویکتوریا جاستیس، کیسی ونتورا، د ستردیز، نورمانی، مایلی سایرس، شریل کول، لانا دل ری، آوا مکس و بیلی آیلیش داشته‌است؛ و همچنین نیکی میناژ از اسپیرز بسیار الهام گرفته‌است.
تأثیر اسپیرز در دنیای موسیقی به قدری زیاد بوده که بسیاری از خواننده‌ها حتی در ترانه‌های خود از بریتنی نام می‌برند. ببو نورمن ترانه‌ای دربارهٔ بریتنی اسپیرز به نام «بریتنی» نوشته‌است. گروه انگلیسی «باستد» نیز ترانه‌ای در مورد بریتنی اسپیرز و با نام بریتنی خواندند و آن را در سومین آلبوم خود قرار دادند. مایلی سایرس در ترانهٔ معروف خود یعنی «جشن در ایالات متحده آمریکا» از بریتنی به عنوان یکی از الگوهایش و کسی که از او الهام گرفته نام می‌برد. همچنین پینک در ترانهٔ «به من اجازه نده، منو بگیر» از اسپیرز یاد می‌کند.

## جوایز
اسپیرز جوایز بی شماری را به‌دست آورده‌است. از جمله یک جایزه گرمی؛ هفت رکورد جهانی گینس؛ شش جایزه نماهنگ ام‌تی‌وی از جمله جایزه پیشگام ویدئو مایکل جکسون؛ هفت جایزه موسیقی بیلبورد از جمله جایزه هنرمند هزاره؛ جایزه آیکان افتتاحیه رادیو دیزنی؛ جایزه رسانه‌ای گلد و ستاره‌ای در پیاده‌روی مشاهیر هالیوود از جمله این جوایز هستند.
او در فهرست رکوردهای جهانی گینس، عنوان «آلبوم پرفروش توسط یک تکنواز نوجوان» را برای نخستین آلبوم خود «... عزیزم یک بار دیگر» ثبت کرده‌است که در ایالات متحده بیش از سیزده میلیون نسخه فروخته‌است. روزنامه ایالت ویرجینیا گزارش داد: «او همچنین پرفروش‌ترین هنرمند نوجوان در همه تاریخ شناخته شده‌است. پیش از ۲۰ سالگی، اسپیرز بیش از ۳۷ میلیون آلبوم در سراسر جهان فروخته‌است».
بر پایه‌گذارش بی‌بی‌سی در سال ۲۰۱۷ او ۱۰۰ میلیون نسخه در سراسر جهان به فروش رسانده و او را به یکی از پرفروش‌ترین هنرمندان موسیقی در همه دوران تبدیل کرده‌است؛ اسپیرز بیش از ۷۰ میلیون نسخه در ایالات متحده، از جمله ۳۶٫۹ میلیون تک‌آهنگ دیجیتال و ۳۳٫۶ میلیون آلبوم دیجیتال فروخته‌است. همچنین اسپیرز به عنوان پرفروش‌ترین آلبوم‌های زن دهه ۲۰۰۰ در ایالات متحده و همچنین پنجمین هنرمند شناخته شده‌است. در دسامبر ۲۰۰۹ مجله بیلبورد در رتبه‌بندی اسپیرز را هشتمین هنرمند برتر دهه ۲۰۰۰ در ایالات متحده قرار داد. او یکی از معدود هنرمندان تاریخ است که در هر سه دهه از زندگی حرفه‌ای خود یک آلبوم استودیویی شماره یک و یک ترانه شماره یک در آمریکا داشته‌است. پس از انتشار «۳» در سال ۲۰۰۹ و «علیه من به‌کار می‌بری» در سال ۲۰۱۱ وی پس از ماریا کری در تاریخ به دومین هنرمند تاریخ تبدیل شد که دو ترانه را در کمترین مدت زمان به شماره یک در ۱۰۰ آهنگ داغ بیلبورد می‌رساند. وی در سال ۲۰۱۶ در رتبه بیست و یکم بزرگ‌ترین هنرمندان باشگاه رقص برتر بیلبورد قرار گرفت.

## محصولات و تاییدیه‌ها

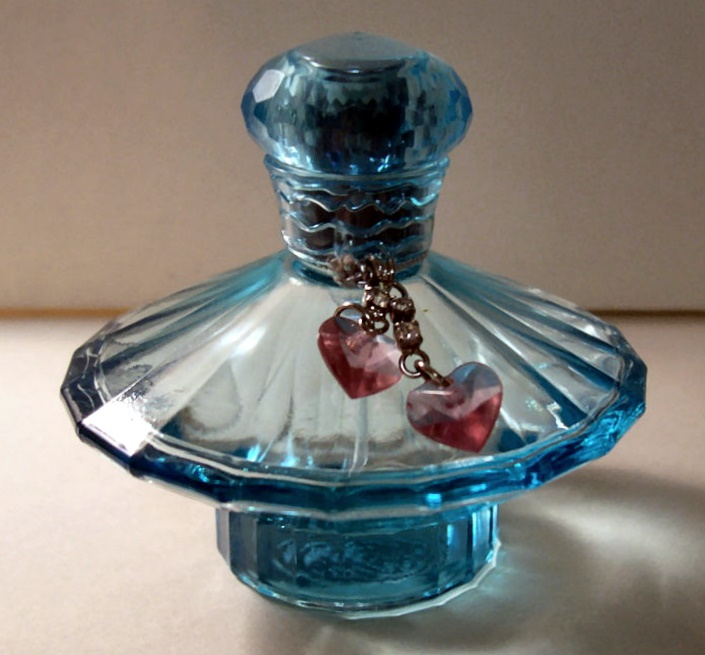
بطری یکی از چندین عطر اسپیرز با عنوان «کنجکاو» که توسط طریق الیزابت آردن منتشر شد.

### تبلیغ
در سال ۲۰۰۰ این خواننده نسخه محدودی از عینک آفتابی با عنوان «سایه‌های بریتنی» منتشر کرد. در سال ۲۰۰۱ اسپیرز با شرکت کفش اسکچرز قرارداد بست و یک قرارداد تبلیغاتی ۷ تا ۸ میلیون دلاری با پپسی، بزرگ‌ترین معامله سرگرمی آنها در آن زمان امضا کرد. وی همچنین در سال ۲۰۰۴ در یک نمایش تلویزیونی پپسی در موضوع «گلادیاتورها» با بیانسه، پینک و انریکه ایگلسیاس ظاهر شد. در ۱۹ ژوئن ۲۰۰۲ او نخستین بازی ویدیویی چند پلتفرمی خود را با عنوان «رقص بیت بریتنی» منتشر کرد که نقدهای مثبتی را دریافت کرد. در مارس ۲۰۰۹ اسپیرز به عنوان چهره تازه‌ای از مارک پوشاک Candie's معرفی شد. دری ماردر، مدیر ارشد بازاریابی برند در توضیح اینکه چرا آنها این خواننده را انتخاب کردند گفت: «همه عاشق بازگشت هستند و کسی این کار را بهتر از بریتنی انجام نمی‌دهد؛ برای او موفقیت بیشتر آرزو دارم». در سال ۲۰۱۰ اسپیرز یک خط نسخه محدود برای این برند طراحی کرد که در ژوئیه ۲۰۱۰ در فروشگاه‌ها عرضه شد. در سال ۲۰۱۱ او با سونی، Make Up For Ever و PlentyofFish همکاری کرد و نماهنگ خود را «علیه من به‌کار می‌بری» را منتشر کرد و ۵۰۰٬۰۰۰ دلار برای این محصول به‌دست آورد. اسپیرز همچنین در سال ۲۰۱۲ با هاسبرو همکاری کرد تا نسخه اختصاصی Twister Dance را منتشر کند که شامل یک ریمیکس از «تا دنیا دنیاست» است. این خواننده همچنین در یک ویدئو تبلیغاتی که به کارگردانی ری‌کی انجام شده‌بود همکاری کرد. همچنین اسپیرز در تبلیغات بازی «Twister Rave» نمایش داده شد و این بازی شامل یک ریمیکس از «سیرک» بود. در مارس ۲۰۱۸ محصولات کنزو با همکاری اسپیرز منتشر شد.

### عطر
دامنه معاملات و محصولات تجاری اسپیرز همچنین شامل محصولات مراقبت و زیبایی و عطرها است. او نخستین عطر خود را با همکاری با الیزابت آردن، با نام «کنجکاو» در سال ۲۰۰۴ منتشر کرد که رکورد فروش هفته نخست این شرکت را شکست. تا سال ۲۰۰۹ او هفت عطر دیگر از جمله «فنسی» را منتشر کرد. در سال ۲۰۱۰ اسپیرز هشتمین عطر خود را با نام «رادینس» منتشر کرد. در مارس ۲۰۱۱ شرکت Brand Sense دادخواستی علیه اسپیرز و الیزبت آردن به دنبال ۱۰ میلیون دلار غرامت ارائه داد و ادعا کرد این خواننده و پدرش جیمی، پرداخت ۳۵٪ کمیسیون خود را که به عنوان بخشی از شرایط قرارداد توافق شده بود را متوقف کردند. در ژوئیه ۲۰۱۱ یک قاضی در لس آنجلس درخواست وکلای این شرکت را رد کرد و ادعا کرد که اسپیرز هنوز تحت محافظت است. با این حال برند سنس گفت که درخواست تجدید نظر خواهند کرد. در سال ۲۰۱۱ Radiance بار دیگر به عنوان عطر تازه‌ای با نام Cosmic Radiance منتشر شد. در سراسر جهان، اسپیرز بیش از یک میلیون بطری را در پنج سال نخست به فروش رساند و درآمدهای ناخالص آن ۱٫۵ میلیارد دلار بود. در سال ۲۰۱۶ اسپیرز با گلو موبایل بازی نقش آفرینی خود یعنی «بریتنی اسپیرز: رؤیای آمریکایی» را منتشر کرد. این برنامه به‌طور رسمی در مه ۲۰۱۶ راه‌اندازی شد که با آی‌اواس و اندروید سازگار است. در ۱۷ ژوئن ۲۰۱۶ اسپیرز از انتشار بیستمین عطر خود با نام «نمایش‌خصوصی» خبر داد. تا ژانویه ۲۰۱۸، اسپیرز ۲۴ عطر را از طریق الیزابت آردن منتشر کرده‌است.

## بشردوستانه
این خواننده بنیاد بریتنی اسپیرز که یک نهاد خیریه که برای کمک به کودکان نیازمند است را بنیان‌گذاری کرده‌است. فلسفه بنیاد این بود که موسیقی و سرگرمی دارای کیفیت درمانی است که می‌تواند به نفع کودکان باشد. این بنیاد همچنین از اردوی سالانه برای هنرهای نمایشی پشتیبانی می‌کند، جایی که اردوگاه‌ها فرصتی برای کشف و پرورش استعدادهای خود داشتند. در آوریل ۲۰۰۲ با تلاش‌های اسپیرز و بنیاد بریتنی اسپیرز، یک میلیون دلار به صندوق برج‌های دوقلو برای پشتیبانی از فرزندان آسیب دیده در حملات ۱۱ سپتامبر ۲۰۰۱ از جمله شهر نیویورک اهدا شد. با این حال، در سال ۲۰۰۸ گزارش شد که این بنیاد کمبودی برابر ۲۰۰٬۰۰۰ دلار دارد. پس از این که اسپیرز توسط پدرش پشتیبانی شد پدر و وکیلش اندرو والت منجر به بسته شدن آن در سال ۲۰۱۱ شدند.
در ۳۰ اکتبر ۲۰۰۱ اسپیرز در کنار بونو و دیگر هنرمندان با نام «هنرمندان در برابر ایدز در سراسر جهان» یک ترانه با عنوان «چه خبر است» را با هدف بهره‌مندی از برنامه‌های ایدز در آفریقا و دیگر مناطق فقیرنشین منتشر کردند. به دنبال توفند کاترینا در سال ۲۰۰۶ اسپیرز ۳۵۰٬۰۰۰ دلار به موزیک رایزینگ اهدا کرد. اسپیرز در سال ۲۰۱۱ مبلغ ۲۰۰٬۰۰۰ دلار در طول یک محل اقامت خصوصی در بورلی هیلز برای بهره‌مندی از پروژه سنت برنارد، با کمک چندین شخصیت مشهور از جمله هیلاری داف، سلنا گومز، کلی آزبورن، کلان لاتز و کیم کارداشیان جمع‌آوری کرد. اسپیرز همچنین در طول کار خود به چندین خیریه از جمله معنویت مدونا در مذهب کابالا برای کودکان کمک کرده‌است.
در ۲۴ اکتبر ۲۰۱۵ اسپیرز ۱۲۰٬۰۰۰ دلار به بنیاد سرطان دوران کودکی نوادا اهدا کرد. علاوه بر این، ۱ دلار از هر فروش بلیت برای اقامت وی در لاس وگاس، بریتنی: تکه‌ای از من به سازمان غیرانتفاعی اهدا شد. همچنین اسپیرز مبالغی را برای خیریه از طریق رسانه‌های اجتماعی جمع‌آوری کرد و علاوه بر فروش کالاهای نسخه محدود، همه درآمد حاصل از آن را به ان‌سی‌سی‌اف اهداء کرد. در ۲۷ اکتبر ۲۰۱۶ اسپیرز با Zappos و XCYCLE به میزبانی خیریه بریتنی:تکه‌ای از من در پارک بوکا، لاس وگاس همکاری کرد تا پول اضافی را به هدف خود مبلغ ۱ میلیون دلار برای ان‌سی‌سی‌اف جمع کند. با این که ۴۵۰٬۰۰۰ دلار قبلاً توسط اسپیرز ز طریق فروش بلیت و کالا جمع‌آوری شده بود. جمع‌آوری کمک‌های مالی در نهایت منجر به توسعه ان‌سی‌سی‌اف پردیس بریتنی اسپیرز در لاس وگاس شد که شاهد آغاز به کار بزرگ آن در ۴ نوامبر ۲۰۱۷ بود. همچنین اسپیرز علیه قلدری بر جوانان ال‌جی‌بی‌تی مبارزه می‌کند.

## آلبوم‌ها
- ... عزیزم یک بار دیگر (۱۹۹۹)
- اوه!... باز هم دسته‌گل به آب دادم (۲۰۰۰)
- بریتنی (۲۰۰۱)
- داخل محدوده (۲۰۰۳)
- خاموشی (۲۰۰۷)
- سیرک (۲۰۰۸)
- زن افسونگر (۲۰۱۱)
- بریتنی جین (۲۰۱۳)
- گلوری (۲۰۱۶)

## فیلم‌شناسی
- کم احتمال (۲۰۰۱)
- چهارراه (۲۰۰۲)
- آستین پاورز: در عضو طلایی (۲۰۰۲)
- پالی شور مرده‌است (۲۰۰۳)
- فارنهایت ۹/۱۱ (۲۰۰۴)
- همکاری حیوانات (۲۰۱۹)

## کنسرت‌ها

### تورها
- تور عزیزم یک بار دیگر... (۲۰۰۰–۱۹۹۹)
- تور دیوانه(ام کردی) (۲۰۰۰)
- تور اوه!... باز هم دسته‌گل به آب دادم (۲۰۰۱–۲۰۰۰)
- تور خیال پردازی در میان یک رؤیا (۲۰۰۲–۲۰۰۱)
- تور هتل اونیکس (۲۰۰۴)
- تور م+م (۲۰۰۷)
- سیرک با هنرمندی بریتنی اسپیرز (۲۰۰۹)
- تور زن افسونگر (۲۰۱۱)
- بریتنی: زنده در کنسرت (۲۰۱۷)
- تور تکه‌ای از من (۲۰۱۸)

### کنسرت‌های اقامتی
- بریتنی: تکه‌ای از من (۲۰۱۷_۲۰۱۳)
- بریتنی: سلطه (۲۰۱۹)

## برابرهای انگلیسی
1. ↑  Disney
2. ↑  The New Mickey Mouse Club
3. ↑  Professional Performing Arts School
4. ↑  Star Search
5. ↑  Innosense
6. ↑  Jive Records
7. ↑  American teen magazines

### یادکردها
1. ↑  "Ask Billboard: Britney Spears' Career Album & Song Sales, on the 20th Anniversary of '...Baby One More Time' LIST". Billboard. Retrieved February 27, 2019.
2. ↑  Schwarz, Hunter (November 6, 2014). "Finally, our elected officials are giving Britney Spears the respect she deserves". واشینگتن پست. Retrieved February 2, 2015.
3. ↑  "Britney Spears asks to address court over conservatorship case" (به انگلیسی). BBC News. April 28, 2021. Retrieved May 6, 2021.
4. ↑  "Britney Spears 'X Factor' Deal: By The Numbers". MTV. October 5, 2012. Archived from the original on August 21, 2014. Retrieved June 26, 2014.
5. ↑  "Ask Billboard: Britney Spears's Career Sales". Billboard. Retrieved October 11, 2019.
6. ↑  Grein, Paul (May 29, 2009). "Chart Watch Extra: The Top 20 Album Sellers Of The 2000s". یاهو! میوزیک. Archived from the original on January 15, 2012. Retrieved May 3, 2010.
7. ↑  "Nielsen SoundScan 2009 End Decade Report (Page 7)" (PDF). Nielsen Soundscan. Archived from the original (PDF) on April 12, 2019. Retrieved January 11, 2019.
8. ↑  "BEYONCE, 'NSYNC, OUTKAST TOP DECADE-END SALES LIST". MTV. Archived from the original on 11 January 2019. Retrieved January 11, 2019.
9. ↑  "Britney Spears Is The Highest-Paid Woman in Music For 2012; Full List". International Business Times. Retrieved January 4, 2013.
10. ↑  "Britney Spears to Perform Hits Medley at Billboard Music Awards". Billboard. Retrieved October 11, 2019.
11. ↑  Britney Spears gets star on Walk of Fame (November 18, 2003)
12. ↑  «هنرمندانی که در میان ۱۰۰ چهره تاثیرگذارِ نشریه تایم جای گرفتند». خبر آنلاین. ۲۵ شهریور ۱۴۰۰. دریافت‌شده در ۱ مهر ۱۴۰۰.
13. ↑  "December 2, 1981: Britney Spears Was Born". لایف‌تایم. Retrieved November 30, 2018.
14. ↑  شبکه‌های تلویزیونی A&E. "Britney Spears - Age, Songs, & Kids - Biography". بیوگرافی (برنامه تلویزیونی). Retrieved June 17, 2019.
15. ↑  (Spears و Craker 2008، صص. 4, 8). "But on my mama's side, the family tree is a little more colorful and glamorous. Her father, my grandfather, was Anthony Portelli, who came from the island of Malta."
16. ↑  (Spears و Craker 2008، ص. 211)
17. ↑  Soper, Matt (October 1, 2010). Raising Up a Testimony. Xulon Press. ISBN 978-1-60957-818-3 – via Google Books.
18. ↑  Smit, Christopher R. (December 29, 2017). The Exile of Britney Spears: A Tale of 21st Century Consumption. Intellect Books. ISBN 978-1-84150-410-0 – via Google Books.
19. ↑  Lofton, Kathryn (September 12, 2017). Consuming Religion. University of Chicago Press. ISBN 978-0-226-48212-5 – via Google Books.
20. ↑  (Spears و Craker 2008، ص. 56)
21. 1 2  Daly, Steven (April 1999). "Britney Spears, Teen Queen: Rolling Stone's 1999 Cover Story". Rolling Stone. Archived from the original on July 26, 2018. Retrieved June 11, 2019.
22. ↑  "Britney Spears' Biography". Fox News Channel. July 31, 2008. Archived from the original on January 31, 2011. Retrieved June 6, 2010.
23. ↑  «Britney Spears - miss1time». www.miss1time.com. دریافت‌شده در ۲۰۲۱-۰۵-۲۱.[پیوند مرده]
24. ↑  (Spears و Craker 2008، ص. 75)
25. ↑  (Laufenberg 2005، ص. 616)
26. ↑  «Britney Spears». فاکس نیوز. ۳۱ ژوئن ۲۰۰۸. دریافت‌شده در ۱7 سپتامبر ۲۰۱۱. تاریخ وارد شده در |تاریخ= را بررسی کنید (کمک)
27. 1 2 3 4 5 6  «Britney Spears' Biography - Celebrity Gossip | Entertainment News | Arts And Entertainment - FOXNews.com». web.archive.org. ۲۰۱۱-۰۱-۳۱. بایگانی‌شده از اصلی در ۳۱ ژانویه ۲۰۱۱. دریافت‌شده در ۲۰۲۰-۰۶-۱۴.
28. ↑  Archive-Corey-Moss. "Britney Says Britney Reflects Who Britney Is". MTV News (به انگلیسی). Archived from the original on 6 اكتبر 2010. Retrieved 2020-06-16. {{cite web}}: Check date values in: |archive-date= (help)
29. ↑  «Britney Spears | full Official Chart History | Official Charts Company». www.officialcharts.com. دریافت‌شده در ۲۰۲۰-۰۶-۱۶.
30. ↑  «ULTRATOP». www.ultratop.be. دریافت‌شده در ۲۰۲۰-۰۶-۱۶.
31. ↑  SUN، Toronto؛ Entertainment؛ Music؛ Email، Share 'Britney Jean' is Britney Spears' lowest-selling album Tumblr Pinterest Google Plus Reddit LinkedIn؛ Tumblr؛ Pinterest؛ Plus، Google؛ Reddit؛ LinkedIn (۲۰۱۳-۱۲-۱۲). «'Britney Jean' is Britney Spears' lowest-selling album | Toronto Sun» (به انگلیسی). دریافت‌شده در ۲۰۲۰-۰۶-۱۶.
32. ↑  Britney - Britney Spears | Songs, Reviews, Credits | AllMusic (به انگلیسی), retrieved 2020-06-16
33. ↑  «Rock On The Net: 45th Annual Grammy Awards - 2003». www.rockonthenet.com. دریافت‌شده در ۲۰۲۰-۰۶-۱۶.
34. ↑  «۱۰۰ آلبوم انترتینمنت ویکلی». بایگانی‌شده از اصلی در ۱۸ سپتامبر ۲۰۱۸. دریافت‌شده در ۱۶ ژوئن ۲۰۲۰.
35. ↑  «ULTRATOP». www.ultratop.be. دریافت‌شده در ۲۰۲۰-۰۶-۱۶.
36. ↑  Rubin، Rebecca (۲۰۲۰-۰۳-۳۰). «'Tiger King's' Doc Antle and Britney Spears Shared Stage for 'I'm a Slave 4 U' VMAs Performance». Variety. دریافت‌شده در ۲۰۲۰-۰۶-۱۶.
37. ↑  Montgomery, James. "Britney Spears' Greatest VMA Hits: Barely There Costumes, Giant Snakes And A Scandalous Lip-Lock". MTV News (به انگلیسی). Archived from the original on 2 April 2010. Retrieved 2020-06-16.
38. ↑  Vena, Jocelyn. "Britney Spears' Iconic VMA History: Snakes, Stripteases And Smooches". MTV News (به انگلیسی). Archived from the original on 3 January 2022. Retrieved 2020-06-16.
39. ↑  «تور کنسرت». بایگانی‌شده از اصلی در ۱۴ اکتبر ۲۰۱۳. دریافت‌شده در ۱۹ ژوئن ۲۰۲۰.
40. ↑  «McCartney Notches Year's Highest-Grossing Tour». Billboard. ۲۰۰۲-۱۲-۱۹. دریافت‌شده در ۲۰۲۰-۰۶-۱۹.
41. ↑  «قدرتمندترین افراد مشهور سال ۲۰۰۲».[پیوند مرده]
42. ↑  Crossroads (2002) (به انگلیسی), retrieved 2020-06-19
43. ↑  «View - Your Guide for Pubs and Bars, Restaurants, Clubs, Cinemas and Whats On View - Your Guide for Pubs and Bars, Restaurants, Clubs, Cinemas and What's On». www.view.co.uk. دریافت‌شده در ۲۰۲۰-۰۶-۱۹.
44. ↑  Archive-Corey-Moss. "Britney Spears Bails On Her New York Restaurant, Nyla". MTV News (به انگلیسی). Archived from the original on 10 July 2020. Retrieved 2020-06-19.
45. ↑  Archive-Corey-Moss. "Britney Spears' Hiatus Is History". MTV News (به انگلیسی). Archived from the original on 18 April 2022. Retrieved 2020-06-19.
46. ↑  «'This one's for you': Ex-music couples sing of their love woes | Manila Bulletin». web.archive.org. ۲۰۰۹-۱۰-۲۹. بایگانی‌شده از اصلی در ۲۹ اکتبر ۲۰۰۹. دریافت‌شده در ۲۰۲۰-۰۶-۱۹.
47. ↑  «Britney revealed». web.archive.org. ۲۰۱۲-۰۳-۰۶. بایگانی‌شده از اصلی در ۶ مارس ۲۰۱۲. دریافت‌شده در ۲۰۲۰-۰۶-۱۹.
48. ↑  «Annet Artani: From "Everytime" to "Alive"». MuuMuse (به انگلیسی). ۲۰۱۰-۰۲-۰۸. دریافت‌شده در ۲۰۲۰-۰۶-۱۹.
49. ↑  Jacks, Brian. "Fred Durst Looks Back At His Relationship With Britney Spears". MTV News (به انگلیسی). Archived from the original on 7 September 2014. Retrieved 2020-06-19.
50. ↑  "Fred Durst Just Won't Drop Britney". People (به انگلیسی). 2003-02-10. Retrieved 2023-10-18.
51. ↑  Beaumont-Thomas، Ben (۱۷ اکتبر ۲۰۲۳). «Britney Spears: I had an abortion while dating Justin Timberlake». The Guardian. دریافت‌شده در ۱۸ اکتبر ۲۰۲۳.
52. ↑  "Britney Spears". Wikipedia (به انگلیسی). 2020-06-16.
53. ↑  Vena, Jocelyn. "The Top 10 Opening Moments In VMA History: From Madonna To The Present". MTV News (به انگلیسی). Archived from the original on 11 May 2022. Retrieved 2020-06-16.
54. ↑  «متاکریتیک».
55. ↑  "The 50 Most Important Recordings Of The Decade: S-Z". NPR.org (به انگلیسی). Retrieved 2020-06-16.
56. ↑  «ULTRATOP». www.ultratop.be. دریافت‌شده در ۲۰۲۰-۰۶-۱۶.
57. ↑  «Britney Spears - In The Zone - MP3 Download | Live Nation Store». web.archive.org. ۲۰۱۱-۰۷-۲۲. بایگانی‌شده از اصلی در ۲۲ ژوئیه ۲۰۱۱. دریافت‌شده در ۲۰۲۰-۰۶-۱۶.
58. ↑  "Judge dissolves Britney's 'joke' wedding". TODAY.com (به انگلیسی). Retrieved 2020-06-16.
59. ↑  Vineyard, Jennifer. "Britney Checking Into Onyx Hotel Wearing Rubberlike Outfit". MTV News (به انگلیسی). Archived from the original on 6 January 2010. Retrieved 2020-06-16.
60. ↑  "Britney Cancels Tour Due to Bad Knee". PEOPLE.com (به انگلیسی). Retrieved 2020-06-16.
61. ↑  "Forget Kabbalah, Britney's baby is her religion". TODAY.com (به انگلیسی). Retrieved 2020-06-16.
62. ↑  «Britney Spears' Biography - Celebrity Gossip | Entertainment News | Arts And Entertainment - FOXNews.com». web.archive.org. ۲۰۱۱-۰۱-۳۱. بایگانی‌شده از اصلی در ۳۱ ژانویه ۲۰۱۱. دریافت‌شده در ۲۰۲۰-۰۶-۱۶.
63. ↑  "Britney Spears". Wikipedia (به انگلیسی). 2020-06-16.
64. ↑  Vineyard, Jennifer. "Britney Spears Announces She's Taking A Break From Her Career". MTV News (به انگلیسی). Archived from the original on 27 April 2022. Retrieved 2020-06-16.
65. ↑  Vineyard, Jennifer. "Britney Covers Bobby Brown's 'My Prerogative' For Forthcoming LP". MTV News (به انگلیسی). Archived from the original on 7 September 2014. Retrieved 2020-06-16.
66. ↑  «Britney Spears - My Prerogative». ultratop.be. دریافت‌شده در ۲۰۲۰-۰۶-۱۶.
67. ↑  «UK Singles Top 75 (March 6, 2005) - Music Charts». acharts.co. دریافت‌شده در ۲۰۲۰-۰۶-۱۶.
68. ↑  «Ultratop». ultratop.be. دریافت‌شده در ۲۰۲۰-۰۶-۱۶.
69. ↑  «Britney Welcomes Home Sean Preston | Britney Spears, Kevin Federline: People.com». web.archive.org. ۲۰۰۷-۰۱-۱۶. بایگانی‌شده از اصلی در ۱۶ ژانویه ۲۰۰۷. دریافت‌شده در ۲۰۲۰-۰۶-۱۶.
70. ↑  Vineyard, Jennifer. "Surprise: Britney's Releasing An Album In Just Two Weeks". MTV News (به انگلیسی). Archived from the original on 21 January 2022. Retrieved 2020-06-16.
71. ↑  «'Oops' and downs: Review of Britney Spears' recordings finds art imit…». archive.vn. ۲۰۰۷-۰۶-۰۹. بایگانی‌شده از اصلی در ۹ ژوئن ۲۰۰۷. دریافت‌شده در ۲۰۲۰-۰۶-۱۶.
72. 1 2  «USATODAY.com - Britney maybe one more time». usatoday30.usatoday.com. دریافت‌شده در ۲۰۲۰-۰۶-۱۵.
73. ↑  "Forget Kabbalah, Britney's baby is her religion". TODAY.com (به انگلیسی). Retrieved 2020-06-15.
74. ↑  «Britney's Baby Name: Jayden James Federline - Britney Spears: People.com». web.archive.org. ۲۰۰۷-۰۷-۱۶. بایگانی‌شده از اصلی در ۱۶ ژوئیه ۲۰۰۷. دریافت‌شده در ۲۰۲۰-۰۶-۱۵.
75. ↑  "Britney Spears Files for Divorce". PEOPLE.com (به انگلیسی). Retrieved 2020-06-15.
76. ↑  «Britney, Kevin Back to Being Single». E! Online. ۳۰ ژوئیه ۲۰۰۷. دریافت‌شده در ۲۰۲۰-۰۶-۱۵.
77. ↑  "Lynne Spears Visits Sister's Grave Amid Crisis". PEOPLE.com (به انگلیسی). Retrieved 2020-06-15.
78. ↑  «ABC News: Bald and Broken: Inside Britney's Shaved Head». web.archive.org. ۲۰۰۷-۰۲-۲۰. بایگانی‌شده از اصلی در ۲۰ فوریه ۲۰۰۷. دریافت‌شده در ۲۰۲۰-۰۶-۱۵.
79. ↑  «Britney's Back! Spears Returns To The Stage With Five-Song Dirty Dance Party - News Story | Music, Celebrity, Artist News | MTV News». web.archive.org. ۲۰۱۰-۰۱-۰۶. بایگانی‌شده از اصلی در ۶ ژانویه ۲۰۱۰. دریافت‌شده در ۲۰۲۰-۰۶-۱۵.
80. ↑  «Spears will lose custody of children - CNN.com». edition.cnn.com. دریافت‌شده در ۲۰۲۰-۰۶-۱۵.
81. ↑  «Britney Spears Debuts No. 1 on European Albums Chart and Debuts No. 1».
82. ↑  Petridis، Alexis (۲۰۰۸-۱۱-۲۸). «CD review: Britney Spears: Circus» (به انگلیسی). The Guardian. شاپا 0261-3077. دریافت‌شده در ۲۰۲۰-۰۶-۱۵.
83. ↑  Robinson، Peter (۲۰۰۷-۱۱-۱۱). «CDs: Britney Spears, Blackout and Kylie Minogue, X» (به انگلیسی). The Observer. شاپا 0029-7712. دریافت‌شده در ۲۰۲۰-۰۶-۱۵.
84. ↑  Lyons، Beverley (۲۰۰۸-۱۱-۰۷). «Britney Spears seals comeback with two gongs at MTV Europe Music Awards». dailyrecord. دریافت‌شده در ۲۰۲۰-۰۶-۱۵.
85. ↑  «TLS - Times Literary Supplement». TLS (به انگلیسی). دریافت‌شده در ۲۰۲۰-۰۶-۱۵.
86. ↑  «Britney's MTV comeback falls flat» (به انگلیسی). ۲۰۰۷-۰۹-۱۰. دریافت‌شده در ۲۰۲۰-۰۶-۱۵.
87. ↑  «Canada Singles Top 100 (October 13, 2007) - Music Charts». acharts.co. دریافت‌شده در ۲۰۲۰-۰۶-۱۵.
88. ↑  «Britney Spears - Gimme More». ultratop.be. دریافت‌شده در ۲۰۲۰-۰۶-۱۵.
89. ↑  «Australia Singles Top 50 (February 4, 2008) - Music Charts». acharts.co. دریافت‌شده در ۲۰۲۰-۰۶-۱۵.
90. ↑  «UK Singles Top 75 (December 23, 2007) - Music Charts». acharts.co. دریافت‌شده در ۲۰۲۰-۰۶-۱۵.
91. ↑  «Britney Spears - Piece Of Me». ultratop.be. دریافت‌شده در ۲۰۲۰-۰۶-۱۵.
92. ↑  "Britney Pap-Happy with Her New Guy". PEOPLE.com (به انگلیسی). Retrieved 2020-06-15.
93. ↑  «Britney Spears' Biography - Celebrity Gossip | Entertainment News | Arts And Entertainment - FOXNews.com». web.archive.org. ۲۰۱۱-۰۱-۳۱. بایگانی‌شده از اصلی در ۳۱ ژانویه ۲۰۱۱. دریافت‌شده در ۲۰۲۰-۰۶-۱۴.
94. ↑  Facebook؛ Twitter؛ options، Show more sharing؛ Facebook؛ Twitter؛ LinkedIn؛ Email؛ URLCopied!، Copy Link؛ Print (۲۰۰۸-۰۲-۰۷). «Spears is released from UCLA hospital psychiatric ward». Los Angeles Times (به انگلیسی). دریافت‌شده در ۲۰۲۰-۰۶-۱۴.
95. 1 2  «بریتنی اسپیرز می‌خواهد کنترل زندگی را از پدرش پس بگیرد». بی‌بی‌سی فارسی. ۲۹ مرداد ۱۳۹۹.
96. ↑  Hinckley، David. «Britney Spears begins rehab of image with wacky cameo on CBS sitcom». nydailynews.com. دریافت‌شده در ۲۰۲۰-۰۶-۱۴.
97. ↑  «اسپیرز در سریال آشنایی با مادر». بایگانی‌شده از اصلی در ۶ ژوئن ۲۰۰۸. دریافت‌شده در ۱۴ ژوئن ۲۰۲۰.
98. ↑  "It's Over: Britney & Kevin Reach a Custody Settlement". PEOPLE.com (به انگلیسی). Retrieved 2020-06-14.
99. ↑  «ام‌تی‌وی ۲۰۰۸». بایگانی‌شده از اصلی در ۱۷ مه ۲۰۱۶. دریافت‌شده در ۱۶ مارس ۲۰۱۱.
100. ↑  Vena, Jocelyn. "Britney Spears 'Sets The Record Straight' In Documentary Airing November 30 On MTV -- Check Out A Preview Here!". MTV News (به انگلیسی). Archived from the original on 24 September 2020. Retrieved 2020-06-14.
101. ↑  «MTV Press | Press Releases | Music». web.archive.org. ۲۰۱۰-۰۱-۰۳. بایگانی‌شده از اصلی در ۳ ژانویه ۲۰۱۰. دریافت‌شده در ۲۰۲۰-۰۶-۱۴.
102. ↑  «متاکریتیک».
103. ↑  «آلبوم سیرک».
104. ↑  «Britney's 'Circus' Debuts Atop Album Chart». Billboard. ۲۰۰۸-۱۲-۱۰. دریافت‌شده در ۲۰۲۰-۰۶-۱۴.
105. ↑  «Britney Earns (Another) Guinness World Record | Britney.com». web.archive.org. ۲۰۱۰-۱۲-۲۴. بایگانی‌شده از اصلی در ۲۴ دسامبر ۲۰۱۰. دریافت‌شده در ۲۰۲۰-۰۶-۱۴.
106. ↑  «Britney's 'Circus' Debuts Atop Album Chart». Billboard. ۲۰۰۸-۱۲-۱۰. دریافت‌شده در ۲۰۲۰-۰۶-۱۴.
107. ↑  «#13 Britney Spears - The 2009 Celebrity 100 - Forbes.com». www.forbes.com. دریافت‌شده در ۲۰۲۰-۰۶-۱۴.
108. ↑  «فروش آلبوم سیرک».
109. ↑  «Spears Scores Record-Setting Hot 100 Jump». Billboard. ۲۰۰۸-۱۰-۱۵. دریافت‌شده در ۲۰۲۰-۰۶-۱۴.
110. ↑  «GRAMMY.com». web.archive.org. ۲۰۱۰-۰۹-۲۷. بایگانی‌شده از اصلی در ۲۷ سپتامبر ۲۰۱۰. دریافت‌شده در ۲۰۲۰-۰۶-۱۴.
111. ↑  "Britney Gets Restraining Order Against Former Manager, Ex-Beau and Attorney | TV Guide". TVGuide.com (به انگلیسی). 2009-01-31. Retrieved 2020-06-14.
112. ↑  «Wayback Machine» (PDF). web.archive.org. ۲۰۱۰-۰۲-۱۵. بایگانی‌شده از اصلی (PDF) در ۱۵ فوریه ۲۰۱۰. دریافت‌شده در ۲۰۲۰-۰۶-۱۴.
113. ↑  «'3' To 1: Britney Beats Odds To Debut Atop Hot 100». Billboard. ۲۰۰۹-۱۰-۱۴. دریافت‌شده در ۲۰۲۰-۰۶-۱۴.
114. ↑  "Britney Spears and Jason Trawick Split – Professionally". PEOPLE.com (به انگلیسی). Retrieved 2020-06-14.
115. ↑  Vena, Jocelyn. "Britney Spears To Design Clothing For Candie's". MTV News (به انگلیسی). Archived from the original on 21 December 2021. Retrieved 2020-06-14.
116. ↑  «'Glee' ratings: Britney is bigger than Madonna - From Inside the Box - Zap2it». web.archive.org. ۲۰۱۰-۱۰-۰۲. بایگانی‌شده از اصلی در ۷ اکتبر ۲۰۱۲. دریافت‌شده در ۲۰۲۰-۰۶-۱۴.
117. ↑  "Tuesday Finals: Glee, No Ordinary Family, NCIS, Dancing Up; Raising Hope, Detroit 1-8-7, Running Wilde Down". TV By The Numbers (به انگلیسی). 2010-09-29. Archived from the original on 1 April 2019. Retrieved 2020-06-14.
118. ↑  «Recent News | The Official RCA Records Site». web.archive.org. ۲۰۱۲-۰۵-۱۶. بایگانی‌شده از اصلی در ۱۶ مه ۲۰۱۲. دریافت‌شده در ۲۰۲۰-۰۶-۱۴.
119. ↑  «Britney Spears Snares Sixth No. 1 on Billboard 200 with 'Femme Fatale'». Billboard. دریافت‌شده در ۲۰۱۹-۰۶-۲۰.
120. ↑  «Gold & Platinum». RIAA (به انگلیسی). دریافت‌شده در ۲۰۲۰-۰۶-۱۴.
121. ↑  «Britney Spears' 'Hold It Against Me' Single Premieres». Billboard. ۲۰۱۱-۰۱-۱۰. دریافت‌شده در ۲۰۲۰-۰۶-۱۴.
122. ↑  «Adele's 'Rolling in the Deep' Tops Hot 100». Billboard. ۲۰۱۱-۰۵-۱۱. دریافت‌شده در ۲۰۲۰-۰۶-۱۴.
123. ↑  Copsey، Robert (۲۰۱۱-۰۹-۲۳). «Britney Spears video angers MPs». Digital Spy (به انگلیسی). دریافت‌شده در ۲۰۲۰-۰۶-۱۴.
124. ↑  Montgomery, James. "Britney Spears Responds To 'Criminal' Video Controversy". MTV News (به انگلیسی). Archived from the original on 22 December 2011. Retrieved 2020-06-14.
125. ↑  Vena, Jocelyn. "Rihanna Says Britney Spears' 'S&M' Remix 'Had To Be Major'". MTV News (به انگلیسی). Archived from the original on 11 May 2022. Retrieved 2020-06-14.
126. ↑  «Rihanna's 'S&M' Reigns on Hot 100, Lady Gaga's 'Judas' Debuts». Billboard. ۲۰۱۱-۰۴-۲۰. دریافت‌شده در ۲۰۲۰-۰۶-۱۴.
127. ↑  «Top Artists - Year-End». Billboard. دریافت‌شده در ۲۰۲۰-۰۶-۱۴.
128. ↑  «topartists».
129. ↑  «top 200 artist». بایگانی‌شده از اصلی در ۱۰ نوامبر ۲۰۱۶. دریافت‌شده در ۱۴ ژوئن ۲۰۲۰.
130. ↑  Amanda Hensel. "Britney Spears Pens New Song 'Whiplash' for Selena Gomez". PopCrush (به انگلیسی). Retrieved 2020-06-14.
131. ↑  Nation, Live. "Pop Superstar Britney Spears Announces Special Guest Nicki Minaj to Join the Highly Anticipated All Female Femme Fatale Tour". www.prnewswire.com (به انگلیسی). Retrieved 2020-06-14.
132. ↑  «Wayback Machine» (PDF). web.archive.org. ۲۰۱۱-۰۸-۱۵. بایگانی‌شده از اصلی (PDF) در ۱۵ اوت ۲۰۱۱. دریافت‌شده در ۲۰۲۰-۰۶-۱۴.
133. ↑  Vena, Jocelyn. "Britney Spears Wraps Femme Fatale Tour". MTV News (به انگلیسی). Archived from the original on 21 December 2021. Retrieved 2020-06-14.
134. ↑  «Britney Spears Live: The Femme Fatale Tour». www.amazon.com. دریافت‌شده در ۲۰۲۰-۰۶-۱۴.
135. ↑  Archive-John-Mitchell. "Britney Spears Accepts Video Vanguard VMA - And A Kiss From Lady Gaga". MTV News (به انگلیسی). Archived from the original on 7 September 2014. Retrieved 2020-06-14.
136. ↑  «Britney Spears Reveals 'B In The Mix: The Remixes Vol. 2' Track Listing». idolator. ۲۰۱۱-۰۹-۰۹. دریافت‌شده در ۲۰۲۰-۰۶-۱۴.[پیوند مرده]
137. ↑  Vena, Jocelyn. "Britney Spears' Engagement Ring: How Does It Stack Up?". MTV News (به انگلیسی). Archived from the original on 21 December 2021. Retrieved 2020-06-14.
138. ↑  «Celebrity News: Latest Celeb News & Celebrity Gossip». Us Weekly (به انگلیسی). دریافت‌شده در ۲۰۲۰-۰۶-۱۴.
139. ↑  "Britney Spears, Jason Trawick Split". PEOPLE.com (به انگلیسی). Retrieved 2020-06-14.
140. ↑  "Britney Spears & Jason Trawick -- SPLIT". TMZ (به انگلیسی). Retrieved 2020-06-14.
141. ↑  «Britney Spears Will Get Record $15 Million Payday to Be X Factor Judge». E! Online. ۱۱ آوریل ۲۰۱۲. دریافت‌شده در ۲۰۲۰-۰۶-۱۴.
142. ↑  "'American Idol' Producer Talks Revival Salaries, New ABC Home". The Hollywood Reporter (به انگلیسی). Retrieved 2020-06-14.
143. ↑  «American Idol Taps Lionel Richie as Third Judge for ABC Revival». www.yahoo.com (به انگلیسی). دریافت‌شده در ۲۰۲۰-۰۶-۱۴.
144. ↑  News, A. B. C. "Britney Spears Officially Leaving 'The X Factor'". ABC News (به انگلیسی). Retrieved 2020-06-14. {{cite web}}: |نام خانوادگی= has generic name (help)
145. ↑  «will.i.am Teases Britney Spears, Shakira, Alicia Keys Collaborations - Celebrity Gossip, News & Photos, Movie Reviews, Competitions - Entertainmentwise». web.archive.org. ۲۰۱۲-۰۲-۰۴. بایگانی‌شده از اصلی در ۴ فوریه ۲۰۱۲. دریافت‌شده در ۲۰۲۰-۰۶-۱۴.
146. ↑  News, A. B. C. "Britney Spears Is Music's Top Earning Woman of 2012". ABC News (به انگلیسی). Retrieved 2020-06-14. {{cite web}}: |نام خانوادگی= has generic name (help)
147. ↑  Andy Joannou (۲۰۱۲-۱۲-۱۳). «Britney Spears begins work on new album». Digital Spy (به انگلیسی). دریافت‌شده در ۲۰۲۰-۰۶-۱۳.
148. ↑  «Will.i.am Executive Producing New Britney Spears Album». Billboard. ۲۰۱۳-۰۵-۰۱. دریافت‌شده در ۲۰۲۰-۰۶-۱۳.
149. ↑  «Britney Spears Records New Song For 'Smurfs 2' Soundtrack». Billboard. ۲۰۱۳-۰۴-۱۷. دریافت‌شده در ۲۰۲۰-۰۶-۱۳.
150. ↑  «Britney Spears Announces 2-Year 'Piece Of Me' Vegas Residency, December 3 Album Release». idolator. ۲۰۱۳-۰۹-۱۷. دریافت‌شده در ۲۰۲۰-۰۶-۱۳.[پیوند مرده]
151. ↑  «Britney Spears: Las Vegas Shows Will Be 'A Massive Party From Start To Finish'». Billboard. ۲۰۱۳-۰۵-۰۸. دریافت‌شده در ۲۰۲۰-۰۶-۱۳.
152. ↑  Andy Joannou (۲۰۱۳-۱۰-۱۵). «Britney Spears names new studio album». Digital Spy (به انگلیسی). دریافت‌شده در ۲۰۲۰-۰۶-۱۳.
153. ↑  "Britney Spears Announces Album Release Date". HuffPost (به انگلیسی). 2013-09-17. Retrieved 2020-06-13.
154. ↑  «همکاری اسپیرز با آرسی‌ای». ۳۰ نوامبر ۲۰۱۳. بایگانی‌شده از اصلی در ۲۹ ژوئن ۲۰۱۹. دریافت‌شده در ۱۳ ژوئن ۲۰۲۰.
155. ↑  "Britney Spears' new album 'Britney Jean' now streaming on iTunes". EW.com (به انگلیسی). Archived from the original on 19 اكتبر 2019. Retrieved 2020-06-13. {{cite web}}: Check date values in: |archive-date= (help)
156. ↑  Kaufman, Gil. "Britney Spears Has Lowest Chart Debut With Britney Jean". MTV News (به انگلیسی). Archived from the original on 21 December 2021. Retrieved 2020-06-13.
157. ↑  «You Better Work, Britney: 'Britney Jean' Debuts at No. 34 in UK | The Honesty Hour». web.archive.org. ۲۰۱۳-۱۲-۱۴. بایگانی‌شده از اصلی در ۱۴ دسامبر ۲۰۱۳. دریافت‌شده در ۲۰۲۰-۰۶-۱۳.
158. ↑  «Britney Spears Debuts 'Work Bitch' Following Leak By 'One Bad Apple': Listen». Billboard. ۲۰۱۳-۰۹-۱۵. دریافت‌شده در ۲۰۲۰-۰۶-۱۳.
159. ↑  Grein, Paul (September 25, 2013). "Week Ending Sept. 22, 2013. Songs: The Brit Is Back". Yahoo! Music. Retrieved September 27, 2013.
160. ↑  Lansky, Sam (October 25, 2013). "Britney Spears Unveils 'Britney Jean' Album Cover, Pens Emotional Letter To Fans". Idolator.com. Archived from the original on 23 February 2023. Retrieved November 20, 2013.
161. ↑  Busis, Hillary (November 3, 2013). "Britney Spears spritzes fans with new single 'Perfume' – LISTEN". Entertainment Weekly. Archived from the original on 6 November 2013. Retrieved November 20, 2013.
162. ↑  ""Britney Spears Album & Song Chart History" Billboard Hot 100 for Britney Spears". Billboard. Archived from the original on 7 September 2014. Retrieved December 16, 2013.
163. ↑  "Miley Cyrus Reveals 'Bangerz' Tracklist as 'Wrecking Ball' Breaks VEVO Record". Billboard. September 10, 2013. Retrieved September 15, 2013.
164. ↑  «People's Choice Awards». E! Online (به انگلیسی). دریافت‌شده در ۲۰۲۰-۰۶-۱۳.
165. ↑  Barker, Andrew; Barker, Andrew (2014-08-28). "Britney Spears: Popstar Directs Clear Vision of Her Billion-Dollar Empire". Variety (به انگلیسی). Retrieved 2020-06-13.
166. ↑  «Intimate Britney Spears». web.archive.org. ۲۰۱۵-۰۳-۳۰. بایگانی‌شده از اصلی در ۳۰ مارس ۲۰۱۵. دریافت‌شده در ۲۰۲۰-۰۶-۱۳.
167. ↑  Rigby، Sam (۲۰۱۴-۰۹-۲۵). «Britney extends Vegas residency to 2017». Digital Spy (به انگلیسی). دریافت‌شده در ۲۰۲۰-۰۶-۱۳.
168. ↑  «Britney Spears dates new single 'Pretty Girls' for May - Music News - Digital Spy». web.archive.org. ۲۰۱۵-۰۴-۰۵. بایگانی‌شده از اصلی در ۵ آوریل ۲۰۱۵. دریافت‌شده در ۲۰۲۰-۰۶-۱۳.
169. ↑  "Britney & Iggy bring 'Pretty Girls' to life at Billboard Music Awards". EW.com (به انگلیسی). Retrieved 2020-06-13.
170. ↑  «Disco Godfather Giorgio Moroder Goes Back to the Future on Déjà Vu». Vulture (به انگلیسی). دریافت‌شده در ۲۰۲۰-۰۶-۱۳.
171. ↑  Butler, Eoin. "Shuffle: Britney Spears and Giorgio Moroder drone on in Tom's Diner". The Irish Times (به انگلیسی). Retrieved 2020-06-13.
172. ↑  "Giorgio Moroder: Britney Spears "did a good job" with collab". www.officialcharts.com (به انگلیسی). Retrieved 2020-06-13.
173. ↑  «Giorgio Moroder Raves About Recording With Britney Spears». Billboard. ۲۰۱۵-۰۵-۰۸. دریافت‌شده در ۲۰۲۰-۰۶-۱۳.
174. ↑  VanMetre، Elizabeth. «Britney Spears wins Teen Choice Award 2015 choice style icon, shows off cleavage in plunging dress». nydailynews.com. دریافت‌شده در ۲۰۲۰-۰۶-۱۳.
175. ↑  Donnelly, Matthew Scott. "Britney Spears Is Ruffling Feathers in This 'Jane The Virgin' Promo". PopCrush (به انگلیسی). Retrieved 2020-06-13.
176. ↑  «Jane the Virgin Recap: The Writing on the Wall». Vulture (به انگلیسی). دریافت‌شده در ۲۰۲۰-۰۶-۱۳.
177. ↑  "Britney Spears Confirms She's 'Working Hard' on a New Album". Billboard. Retrieved November 4, 2015.
178. ↑  "Britney Spears sizzles on 3 covers for the 100th issue of 'V Magazine'". USA TODAY. Retrieved October 11, 2019.
179. ↑  "V100 Starring Britney Spears | V Magazine". Archived from the original on May 7, 2016. Retrieved October 11, 2019.
180. ↑  "Britney Spears Helps You Chase the 'American Dream' in New Mobile Game". Billboard. Retrieved May 18, 2016.
181. ↑  "Find Out When and Where Adele's New Video Will Debut". E!. Retrieved May 16, 2016.
182. ↑  "Britney Spears Opened The Billboard Music Awards With a Sexy Performance of Her Biggest Hits". Retrieved November 4, 2017.
183. ↑  "Britney Spears to receive Billboard Millennium Award". USA Today. Retrieved May 18, 2016.
184. ↑  "Britney Spears' "Make Me" Receiving Hourly Airplay on July 15; Officially Impacts July 19". July 14, 2016.
185. ↑  Pallotta, Frank (August 16, 2016). "Britney Spears to perform at MTV VMAs". CNN. Retrieved September 13, 2019.
186. ↑  Marcus, Stephanie (August 16, 2016). "Britney Spears Is Ready To Make History at the VMAs 9 Years After Disastrous Performance" – via Huff Post.
187. ↑  "Britney Spears Absolutely Slays VMAs Performance". E! Online. August 28, 2016. Retrieved October 11, 2019.
188. ↑  "Britney Spears is Marie Claire's October cover star". September 13, 2016. Archived from the original on September 15, 2016. Retrieved September 1, 2016.
189. ↑  Williams, Cat (August 31, 2016). "Britney Spears on Having A Bad Date: 'Being Famous Doesn't Make You Different'". Archived from the original on November 16, 2018. Retrieved March 12, 2017.
190. ↑  Slattery, Ryan (November 17, 2016). "Glory: With A New Album and a Record-Breaking Hit Show in Las Vegas, Britney Spears Finds Her Energy And Her Peace". Las Vegas Blog. United States: Caesar Palace. Retrieved November 29, 2016.
191. ↑  Britton, Luke (November 16, 2016). "Watch Britney Spears and Tinashe's raunchy 'Slumber Party' video". NME. United States: Caesar Palace. Retrieved October 16, 2020.
192. ↑  "People's Choice Awards 2017: See the Full List of Winners". Billboard. Retrieved January 24, 2017.
193. ↑  "Red Carpet Report: Britney Spears announces shows in Israel, The Philippines; Diplo's Raider Nation at XS". Las Vegas Review-Journal. March 28, 2017. Retrieved March 29, 2017.
194. ↑  "Britney Spears to make first tour of Japan since 2002". Japan Today. April 2, 2017. Retrieved April 30, 2017.
195. ↑  "Britney Spears announces Manila concert". ABS-CBN News. Retrieved April 6, 2017.
196. ↑  Strunk, Delaney. "Israel postpones vote due to Britney Spears concert". CNN. Retrieved April 6, 2017.
197. ↑  «Britney Spears Medley Set for Radio Disney Music Awards, With Hailee Steinfeld, Kelsea Ballerini & Sofia Carson». Billboard. ۲۰۱۷-۰۴-۲۶. دریافت‌شده در ۲۰۲۰-۰۶-۰۲.
198. ↑  "Britney Spears Opens Children's Cancer Foundation Campus in Vegas After Donating $1 Million". PEOPLE.com (به انگلیسی). Retrieved 2020-06-02.
199. ↑  "Beyoncé has replaced Taylor Swift as the richest woman in music". The FADER (به انگلیسی). Retrieved 2020-06-02.
200. ↑  «Britney Spears Ends 'Piece Of Me' Vegas Residency With Box Office Record». www.iheart.com. دریافت‌شده در ۲۰۲۰-۰۶-۰۲.
201. ↑  Flook، Harriet (۲۰۱۸-۰۲-۱۳). «Britney Spears adds extra dates to UK 2018 tour due to overwhelming demand». mirror. دریافت‌شده در ۲۰۲۰-۰۶-۰۲.
202. ↑  «Britney Spears adds new dates to 'Piece Of Me' UK tour and announces support act». NME Music News, Reviews, Videos, Galleries, Tickets and Blogs | NME.COM (به انگلیسی). ۲۰۱۸-۰۲-۰۹. دریافت‌شده در ۲۰۲۰-۰۶-۰۲.
203. ↑  Anastasiou, Zoe. "Britney Spears Just Landed A Major Fashion Campaign With Kenzo". Harper's BAZAAR (به انگلیسی). Archived from the original on 30 March 2019. Retrieved 2020-06-02.
204. ↑  «Britney Spears to be Honored at 29th Annual GLAAD Media Awards». Billboard. ۲۰۱۸-۰۲-۱۳. دریافت‌شده در ۲۰۲۰-۰۶-۰۲.
205. ↑  Lieber, Chavie (2018-04-27). "Now Is the Perfect Moment for a Britney Spears Fashion Line". Racked (به انگلیسی). Retrieved 2020-06-02.
206. ↑  "Spears, Mars look to boost F1 in US". ESPN.com (به انگلیسی). 2018-04-26. Retrieved 2020-06-02.
207. ↑  Willman, Chris; Willman, Chris (2018-10-19). "Britney Spears' Strange Vegas Residency Rollout Belies a Big Raise". Variety (به انگلیسی). Retrieved 2020-06-12.
208. ↑  Willman, Chris; Willman, Chris (2018-10-19). "Britney Spears' Strange Vegas Residency Rollout Belies a Big Raise". Variety (به انگلیسی). Retrieved 2020-06-12.
209. ↑  «Britney Spears Announces 'Domination' Las Vegas Residency: See The Dates». www.iheart.com. دریافت‌شده در ۲۰۲۰-۰۶-۱۲.
210. ↑  Union, Wonderful. "Official Site". Britney Spears (به انگلیسی). Archived from the original on 30 March 2019. Retrieved 2020-06-12.
211. ↑  "Britney Spears' Father Left as Sole Conservator After Lawyer Resigns". The Blast (به انگلیسی). 2019-03-27. Retrieved 2020-06-12.
212. ↑  «Britney Spears Checks In to 30-Day Program After Dad's Health Issues». Billboard. ۲۰۱۹-۰۴-۰۳. دریافت‌شده در ۲۰۲۰-۰۶-۱۲.
213. ↑  «Cher Breathes Life Into #FreeBritney Movement During Conservatorship War». finance.yahoo.com (به انگلیسی). دریافت‌شده در ۲۰۲۰-۰۶-۱۲.
214. ↑  Stopera, Matt. "Miley Cyrus Screamed "Free Britney!" And It Could Mean SO MUCH More Than Everyone Thinks". BuzzFeed (به انگلیسی). Retrieved 2020-06-12.
215. ↑  «Courtney Love voices out last night to Britney Army fans! #FreeBritney». Absolute Britney (به انگلیسی). ۲۰۱۹-۰۵-۱۱. دریافت‌شده در ۲۰۲۰-۰۶-۱۲.
216. ↑  "Rose McGowan voices her support for the #FreeBritney movement". Metro (به انگلیسی). 2019-05-14. Retrieved 2020-06-12.
217. ↑  Stopera, Matt. "Miley Cyrus Screamed "Free Britney!" And It Could Mean SO MUCH More Than Everyone Thinks". BuzzFeed (به انگلیسی). Retrieved 2020-06-12.
218. ↑  "Rose McGowan voices her support for the #FreeBritney movement". Metro (به انگلیسی). 2019-05-14. Retrieved 2020-06-12.
219. ↑  «1118517363622629378». Twitter. دریافت‌شده در ۲۰۲۰-۰۶-۱۲.
220. ↑  «1174449155084886016». Twitter. دریافت‌شده در ۲۰۲۰-۰۶-۱۲.
221. ↑  «Britney Spears' Conservatorship Filed to Be Enforced in Louisiana». Entertainment Tonight (به انگلیسی). دریافت‌شده در ۲۰۲۰-۰۶-۱۲.
222. ↑  "Britney Spears to Be Released But Her Meds Are Still a Problem". TMZ (به انگلیسی). Retrieved 2020-06-12.
223. ↑  Staff, Variety; Staff, Variety (2019-04-22). "Britney Spears' Fans Demand Release of Pop Star from Psychiatric Facility". Variety (به انگلیسی). Retrieved 2020-06-12.
224. ↑  «Britney Spears Fans Hold LA Protest to 'Free Britney' From Treatment Facility». Billboard. ۲۰۱۹-۰۴-۲۲. دریافت‌شده در ۲۰۲۰-۰۶-۱۲.
225. ↑  Jacobs، Julia (۲۰۱۹-۰۵-۱۷). «What Is Actually Happening With Britney Spears?» (به انگلیسی). The New York Times. شاپا 0362-4331. دریافت‌شده در ۲۰۲۰-۰۶-۱۲.
226. ↑  «Britney reassures fans 'all is well'» (به انگلیسی). BBC News. ۲۰۱۹-۰۴-۲۴. دریافت‌شده در ۲۰۲۰-۰۶-۱۲.
227. ↑  «1120882992140804096». Twitter. دریافت‌شده در ۲۰۲۰-۰۶-۱۲.
228. ↑  «Britney Spears Released From Health Facility». Entertainment Tonight (به انگلیسی). دریافت‌شده در ۲۰۲۰-۰۶-۱۲.
229. ↑  «Britney Spears' Conservatorship Gets New Status Hearing». Entertainment Tonight (به انگلیسی). دریافت‌شده در ۲۰۲۰-۰۶-۱۲.
230. ↑  "Britney Spears Appears Alongside Mother at Conservatorship Hearing as Media Requested to Leave Court". PEOPLE.com (به انگلیسی). Retrieved 2020-06-12.
231. ↑  "دادگاه محافظه کار اسپیرز" (به انگلیسی). ۱۱ مه ۲۰۱۹.
232. ↑  "Britney Spears' Conservatorship Judge Orders Investigation Into Case". The Blast (به انگلیسی). 2019-05-16. Retrieved 2020-06-12.
233. ↑  "Britney Spears' Father Under Investigation for Child Abuse for Allegedly Abusing Singer's Son". The Blast (به انگلیسی). 2019-09-03. Retrieved 2020-06-12.
234. ↑  "Britney Spears' Dad Allegedly Broke Down Door & 'Violently Shook' Grandson During Incident". The Blast (به انگلیسی). 2019-09-03. Retrieved 2020-06-12.
235. ↑  "Britney Spears' Sons Granted Restraining Order Against Grandfather Jamie Spears". The Blast (به انگلیسی). 2019-09-03. Retrieved 2020-06-12.
236. ↑  «Britney Spears Rereleases Rare Song You Probably Haven't Heard». Entertainment Tonight (به انگلیسی). دریافت‌شده در ۲۰۲۰-۰۶-۱۲.
237. ↑  «بریتنی اسپیرز نتوانست اختیار امور خود را از پدرش بگیرد». ایرانیان انگلستان. ۲۲ آبان ۱۳۹۹.
238. ↑  Grisafi, Patricia (February 5, 2021). "'Framing Britney Spears' on FX shows how the singer gets used for everyone else's purposes". ان‌بی‌سی نیوز. Archived from the original on February 6, 2021. Retrieved February 6, 2021.
239. ↑  Dalton, Andrew (September 7, 2021). "Britney Spears' father files to end court conservatorship". Associated Press. Archived from the original on September 8, 2021. Retrieved September 8, 2021.
240. ↑  Avila, Daniela; Chiu, Melody (September 12, 2021). "Britney Spears and Sam Asghari Are Engaged: 'I Can't … Believe It!'". People. Archived from the original on September 13, 2021. Retrieved September 12, 2021.
241. ↑  Baer, Stephanie K. (September 29, 2021). "Britney Spears Is Finally Free From Her Father's Control After More Than 13 Years". BuzzFeed News. Retrieved 30 September 2021.
242. ↑  Coscarelli, Joe (November 12, 2021). "Britney Spears Conservatorship Has Been Terminated: Live Updates". The New York Times. Retrieved November 12, 2021.
243. ↑  "Britney Spears Lands Multimillion-Dollar Book Deal". Deadline. February 21, 2022. Retrieved February 22, 2022.
244. ↑  Puckett-Pope, Lauren (April 11, 2022). "Britney Spears Is Pregnant With Her First Child With Fiancé Sam Asghari". Elle. Hearst. Retrieved April 11, 2022.
245. ↑  Anguiano, Dani (2022-04-11). "Britney Spears is pregnant with third child, Instagram post suggests". The Guardian. Retrieved 2022-04-12.
246. ↑  «بریتنی اسپیرز یک ماه پس از اعلام بارداری گفت که جنین او سقط شده‌است». ایران اینترنشنال. ۲۴ اردیبهشت ۱۴۰۱. دریافت‌شده در ۳ ژوئن ۲۰۲۲.
247. ↑  Gardner, Chris (June 9, 2022). "Britney Spears Marries Sam Asghari in Intimate Los Angeles Ceremony". The Hollywood Reporter. Retrieved June 9, 2022.
248. ↑  Soteriou, Stephanie (June 15, 2022). "Britney Spears Asked Why She'd Want Her Brother Bryan At Her Wedding As She Revealed She "Never Invited" Him Amid Claims He Didn't Attend Due To A Scheduling Conflict". Buzzfeed News. Retrieved June 16, 2022.
249. ↑  Slater, Georgia; DeSantis, Rachel (June 9, 2022). "Britney Spears' Sons Preston and Jayden Won't Be at Wedding but Are 'Happy' for Her: Lawyer". People. Retrieved June 16, 2022.
250. ↑  O'Kane, Caitlin (June 10, 2022). "Britney Spears' ex-husband arrested after trying to crash her wedding". CBS News.
251. ↑  Perez, Andrea (June 16, 2022). "Britney Spears and Sam Asghari Debut Their $11 Million Dollar Mansion". Hola!. Retrieved June 16, 2022.
252. ↑  خبرآنلاین. «اولین واکنش عجیب بریتنی اسپیرز در مورد طلاق از سام اصغری/ جزییات».
253. ↑  "Britney Spears gets star on Walk of Fame". چاینا دیلی. November 18, 2003.
254. ↑  Murphy, Keith (February 11, 2011). "The Curious Case Of Britney Spears: 5 Reasons Why The Princess of Pop Rules". Vibe. Retrieved June 12, 2019.
255. ↑  Spanos, Brittany (October 17, 2018). "The Millennial 100". Rolling Stone. Retrieved October 8, 2019.
256. ↑  Steve Huey, AllMusic Guide (2007). "Billboard.com – Biography – Britney Spears". Billboard. Archived from the original on August 6, 2008. Retrieved June 12, 2019.
257. ↑  "Britney Spears: Biography: Rolling Stone". Rolling Stone. 2008. Archived from the original on August 12, 2017. Retrieved August 9, 2008.
258. ↑  Fontoura، Brittany Spanos,Elisabeth Garber-Paul,Suzy Exposito,Sarah Grant,Hannah Murphy,Andrea Marks,John Hendrickson,Rick Carp ,Jonathan Bernstein,Jerry Portwood,Daniela Tijerina,Angie Martoccio,Alison Weinflash,Stacy Lambe,Jade Gomez,Linnea Emison,Jack Irvin,Tessa Stuart,Alexa Pipia,Maria؛ Portwood، Jerry (۲۰۱۸-۱۰-۱۷). «The Millennial 100». Rolling Stone (به انگلیسی). دریافت‌شده در ۲۰۲۰-۰۶-۰۲.
259. ↑  «Britney Spears' Singing Voice: How Her 'Baby One More Time' Vocals Influenced a Generation». Billboard. ۲۰۱۸-۱۰-۲۵. دریافت‌شده در ۲۰۲۰-۰۶-۰۲.
260. ↑  «Ep. 072 | 50 Greatest Women of the Video Era (Hour 2) (25-1) | The Greatest | Episode Summary, Highlights, and Recaps | VH1.com». web.archive.org. ۲۰۱۲-۱۱-۰۴. بایگانی‌شده از اصلی در ۴ نوامبر ۲۰۱۲. دریافت‌شده در ۲۰۲۰-۰۶-۰۲.
261. ↑  "Britney Spears". Wikipedia (به انگلیسی). 2020-06-01.
262. ↑  «The 200 Greatest Pop Culture Icons Complete Ranked List». web.archive.org. ۲۰۱۶-۰۵-۱۱. بایگانی‌شده از اصلی در ۱۱ مه ۲۰۱۶. دریافت‌شده در ۲۰۲۰-۰۶-۰۲.
263. 1 2  «She Did It Again: Britney Spears Lands Back on Top - YOUNG HOLLYWOOD». web.archive.org. ۲۰۱۲-۱۰-۲۰. بایگانی‌شده از اصلی در ۲۰ اکتبر ۲۰۱۲. دریافت‌شده در ۲۰۲۰-۰۴-۲۹.
264. ↑  "Meghan Trainor interview: "Grammy backlash really hurt me"". www.officialcharts.com (به انگلیسی). Retrieved 2020-04-29.
265. ↑  «. : Universo Musical - Kelly Key e Wanessa Camargo :». www.universomusical.com.br. بایگانی‌شده از اصلی در ۷ مارس ۲۰۱۶. دریافت‌شده در ۲۰۲۰-۰۴-۲۹.
266. ↑  Devitt، Rachel. «Kristinia DeBarge». Napster (به انگلیسی). دریافت‌شده در ۲۰۲۰-۰۴-۲۹.
267. ↑  Stone، Rolling؛ Stone، Rolling (۲۰۰۹-۰۸-۰۷). «Artist to Watch 2009: Little Boots». Rolling Stone (به انگلیسی). دریافت‌شده در ۲۰۲۰-۰۴-۲۹.
268. ↑  «Marina and The Diamonds» (به انگلیسی). ۲۰۰۹-۰۶-۰۹. دریافت‌شده در ۲۰۲۰-۰۴-۲۹.
269. ↑  Daniels، Colin (۲۰۱۳-۰۱-۱۵). «Tegan and Sara unveil new song - listen». Digital Spy (به انگلیسی). دریافت‌شده در ۲۰۲۰-۰۴-۲۹.
270. ↑  Lott، Pixie (۲۰۰۹-۰۸-۲۷). «Pixie Lott's diary: 'After the single hit No 1, it went crazy'» (به انگلیسی). The Guardian. شاپا 0261-3077. دریافت‌شده در ۲۰۲۰-۰۴-۲۹.
271. ↑  Sanneh, Kelefa. "Is Grimes Too Punk to Be a Pop Star?". The New Yorker (به انگلیسی). Retrieved 2020-04-29.
272. ↑  Garibaldi, Christina. "Selena Gomez's Evolution Mirrors Britney Spears'". MTV News (به انگلیسی). Archived from the original on 21 November 2014. Retrieved 2020-04-29.
273. ↑  "How Justin Bieber and Britney Spears inspired Hailee Steinfeld's tour". EW.com (به انگلیسی). Retrieved 2020-04-29.
274. ↑  «Tinashe Video Interview: On Bringing More Females Into the Mainstream & The Success of '2 On'». Billboard. ۲۰۱۴-۱۲-۰۸. دریافت‌شده در ۲۰۲۰-۰۴-۲۹.
275. ↑  Harp، Justin (۲۰۱۰-۱۲-۱۳). «Victoria Justice 'reveals musical influences'». Digital Spy (به انگلیسی). دریافت‌شده در ۲۰۲۰-۰۴-۲۹.
276. ↑  «Cassie Ventura Profile and Biography | Celebrity Days». web.archive.org. ۲۰۱۱-۱۰-۱۴. بایگانی‌شده از اصلی در ۱۴ اکتبر ۲۰۱۱. دریافت‌شده در ۲۰۲۰-۰۴-۲۹.
277. ↑  «Mollie - Band Members - The Saturdays». web.archive.org. ۲۰۱۱-۰۶-۰۴. بایگانی‌شده از اصلی در ۴ ژوئن ۲۰۱۱. دریافت‌شده در ۲۰۲۰-۰۴-۲۹.
278. ↑  Grant، Sarah؛ Grant، Sarah (۲۰۱۸-۰۹-۱۹). «Normani on 'Love Lies' Going Number One, Her Relationship Style, Writing for Women». Rolling Stone (به انگلیسی). دریافت‌شده در ۲۰۲۰-۰۴-۲۹.
279. ↑  Vena, Jocelyn. "Miley Cyrus On Britney Spears: 'I'm Proud Of Her'". MTV News (به انگلیسی). Archived from the original on 21 December 2021. Retrieved 2020-04-29.
280. ↑  CelebsNow (۲۰۱۰-۱۱-۰۹). «Cheryl Cole: Britney Spears was my inspiration as a teen». CelebsNow (به انگلیسی). دریافت‌شده در ۲۰۲۰-۰۴-۲۹.
281. ↑  Corner، Lewis (۲۰۱۲-۰۲-۰۲). «Lana Del Rey: 'Britney inspires me'». Digital Spy (به انگلیسی). دریافت‌شده در ۲۰۲۰-۰۴-۲۹.
282. ↑  "AVA MAX EXPLAINS THE MEANING BEHIND HER HIT 'SWEET BUT PSYCHO'". www.warnermusic.co.nz (به انگلیسی). Archived from the original on 20 December 2018. Retrieved 2020-04-29.
283. ↑  «بیلی آیلیش بریتنی اسپیرز را به عنوان تأثیر و الگوی خود نام می‌برد». یوتیوب.
284. ↑  "Catching Up With Nicki Minaj". www.out.com (به انگلیسی). 2011-05-09. Retrieved 2020-04-29.
285. ↑  "Richmond Times-Dispatch". Wikipedia (به انگلیسی). 2020-04-27.
286. ↑  «Britney Spears to perform at MTV Video Music Awards for first time in 10 years». BBC Newsbeat (به انگلیسی). ۲۰۱۶-۰۸-۱۷. دریافت‌شده در ۲۰۲۰-۰۵-۰۸.
287. ↑  «Britney Spears' Career Album & Song Sales: Ask Billboard». Billboard. ۲۰۱۹-۰۱-۱۳. دریافت‌شده در ۲۰۲۰-۰۵-۰۸.
288. ↑  politics, Hunter SchwarzcloseHunter SchwarzBlogger who covered; cultureBioBioFollowFollowBlogger, pop. "Finally, our elected officials are giving Britney Spears the respect she deserves". Washington Post (به انگلیسی). Retrieved 2020-07-28.
289. ↑  «Chart Watch Extra: The Top 20 Album Sellers Of The 2000s | Chart Watch - Yahoo! Music». web.archive.org. ۲۰۱۲-۰۱-۱۵. بایگانی‌شده از اصلی در ۱۵ ژانویه ۲۰۱۲. دریافت‌شده در ۲۰۲۰-۰۵-۰۸.
290. ↑  «Artists of the Decade». Billboard. ۲۰۰۹-۱۲-۱۱. دریافت‌شده در ۲۰۲۰-۰۵-۰۸.
291. ↑  «Ask Billboard: Britney Spears' '3' Decades of No. 1s». Billboard. ۲۰۱۱-۰۲-۱۱. دریافت‌شده در ۲۰۲۰-۰۵-۰۸.
292. ↑  «Britney Spears' 'Hold It Against Me' Single Premieres». Billboard. ۲۰۱۱-۰۱-۱۰. دریافت‌شده در ۲۰۲۰-۰۵-۰۸.
293. ↑  «Greatest of All Time Top Dance Club Artists Chart». Billboard. دریافت‌شده در ۲۰۲۰-۰۵-۰۸.
294. ↑  «Britney Brands, Inc. - Everything2.com». everything2.com. دریافت‌شده در ۲۰۲۰-۰۵-۱۱.
295. ↑  News, A. B. C. "Britney Spears to Promote Pepsi". ABC News (به انگلیسی). Retrieved 2020-05-11. {{cite web}}: |نام خانوادگی= has generic name (help)
296. ↑  «Britney joins the Pepsi generation» (به انگلیسی). ۲۰۰۱-۰۲-۰۷. دریافت‌شده در ۲۰۲۰-۰۵-۱۱.
297. ↑  «USATODAY.com - Britney, Beyonce, Pink star in Pepsi ad». usatoday30.usatoday.com. دریافت‌شده در ۲۰۲۰-۰۵-۱۱.
298. ↑  "Britney's Dance Beat". GameSpot (به انگلیسی). Retrieved 2020-05-11.
299. ↑  Vena, Jocelyn. "Britney Spears To Design Clothing For Candie's". MTV News (به انگلیسی). Archived from the original on 21 December 2021. Retrieved 2020-05-13.
300. ↑  «Britney Spears 'Hold It Against Me' video earns her $500,000; Katy Perry slams product placement». web.archive.org. ۲۰۱۱-۰۲-۲۵. بایگانی‌شده از اصلی در ۲۵ فوریه ۲۰۱۱. دریافت‌شده در ۲۰۲۰-۰۵-۱۳.
301. ↑  «Britney Spears Looks Amazing In $20,000 Bra». web.archive.org. ۲۰۱۲-۰۴-۱۴. بایگانی‌شده از اصلی در ۱۴ آوریل ۲۰۱۲. دریافت‌شده در ۲۰۲۰-۰۵-۱۳.
302. ↑  Anastasiou, Zoe. "Britney Spears Just Landed A Major Fashion Campaign With Kenzo". Harper's BAZAAR (به انگلیسی). Archived from the original on 30 March 2019. Retrieved 2020-05-13.
303. ↑  «Britney Spears' Biography - Celebrity Gossip | Entertainment News | Arts And Entertainment - FOXNews.com». web.archive.org. ۲۰۱۱-۰۱-۳۱. بایگانی‌شده از اصلی در ۳۱ ژانویه ۲۰۱۱. دریافت‌شده در ۲۰۲۰-۰۵-۱۳.
304. ↑  «Britney's Perfume Line On Top - BRITNEY SPEARS». web.archive.org. ۲۰۰۹-۰۵-۲۵. بایگانی‌شده از اصلی در ۲۵ مه ۲۰۰۹. دریافت‌شده در ۲۰۲۰-۰۵-۱۳.
305. ↑  "Britney Spears Facing $10 Million Lawsuit In Connection With Fragrance Deal - X17 Online". X17Online.com (به انگلیسی). Retrieved 2020-05-13.
306. ↑  «Britney Spears Doesn't Have To Be Deposed In Lawsuit, Judge Rules | Radar Online». RadarOnline (به انگلیسی). ۲۰۱۱-۰۷-۱۱. دریافت‌شده در ۲۰۲۰-۰۵-۱۳.
307. ↑  «Britney Spears Doesn't Have To Be Deposed In Lawsuit, Judge Rules | Radar Online». RadarOnline (به انگلیسی). ۲۰۱۱-۰۷-۱۱. دریافت‌شده در ۲۰۲۰-۰۵-۱۳.
308. ↑  "Cosmic Radiance Britney Spears perfume - a fragrance for women 2011". www.fragrantica.com (به انگلیسی). Retrieved 2020-05-13.
309. ↑  «Britney Spears Helps You Chase the 'American Dream' in New Mobile Game». Billboard. ۲۰۱۶-۰۵-۱۸. دریافت‌شده در ۲۰۲۰-۰۵-۱۳.
310. ↑  «Britney Spears Unveils Her 20th Perfume 'Private Show,' Scent Inspired in Part by Singer's Love of Iced Coffee». Entertainment Tonight (به انگلیسی). دریافت‌شده در ۲۰۲۰-۰۵-۱۳.
311. ↑  «NEW Women Fragrance December 2017 - Britney Spears Sunset Fantasy The Luxury Perfumes At Your Door». web.archive.org. ۲۰۱۸-۰۱-۱۴. بایگانی‌شده از اصلی در ۱۴ ژانویه ۲۰۱۸. دریافت‌شده در ۲۰۲۰-۰۵-۱۳.
312. ↑  «The Britney Spears Foundation: Helping Children In Need». web.archive.org. ۲۰۰۴-۱۱-۰۲. بایگانی‌شده از اصلی در ۲ نوامبر ۲۰۰۴. دریافت‌شده در ۲۰۲۰-۰۵-۱۳.
313. ↑  «The Britney Spears Foundation: The Britney Spears Camp For The Performing Arts». web.archive.org. ۲۰۰۴-۱۰-۲۵. بایگانی‌شده از اصلی در ۲۵ اکتبر ۲۰۰۴. دریافت‌شده در ۲۰۲۰-۰۵-۱۳.
314. ↑  «The Britney Spears Foundation: Helping Children In Need». web.archive.org. ۲۰۰۴-۱۰-۱۸. بایگانی‌شده از اصلی در ۱۸ اکتبر ۲۰۰۴. دریافت‌شده در ۲۰۲۰-۰۵-۱۳.
315. ↑  «Britney Spears' $200G Deficit | Fox News». web.archive.org. ۲۰۱۳-۱۲-۰۳. بایگانی‌شده از اصلی در ۳ دسامبر ۲۰۱۳. دریافت‌شده در ۲۰۲۰-۰۵-۱۳.
316. ↑  «Britney Spears Zeroes Out Her Charitable Foundation: It's Over». Showbiz411 (به انگلیسی). ۲۰۱۱-۰۷-۲۱. دریافت‌شده در ۲۰۲۰-۰۵-۱۳.
317. ↑  «Untitled Document». web.archive.org. ۲۰۰۳-۰۸-۲۵. بایگانی‌شده از اصلی در ۲۵ اوت ۲۰۰۳. دریافت‌شده در ۲۰۲۰-۰۵-۱۳.
318. ↑  "Britney Spears: Charity Work & Causes". Look to the Stars (به انگلیسی). Retrieved 2020-05-13.
319. ↑  «Britney Spears Raises $200,000 For Hurricane Katrina Charity - Starpulse.com». web.archive.org. ۲۰۱۲-۰۱-۱۸. بایگانی‌شده از اصلی در ۱۸ ژانویه ۲۰۱۲. دریافت‌شده در ۲۰۲۰-۰۵-۱۳.
320. ↑  «Britney Spears' Charity in the Red | Fox News». web.archive.org. ۲۰۱۴-۰۱-۰۸. بایگانی‌شده از اصلی در ۸ ژانویه ۲۰۱۴. دریافت‌شده در ۲۰۲۰-۰۵-۱۳.
321. ↑  Lee، Ben (۲۰۱۵-۱۰-۲۷). «Britney donates to childhood cancer charity». Digital Spy (به انگلیسی). دریافت‌شده در ۲۰۲۰-۰۵-۱۳.
322. ↑  «Britney Spears donates $120,000 to Nevada Childhood Cancer Foundation - Las Vegas Sun News». web.archive.org. ۲۰۱۶-۰۵-۲۲. بایگانی‌شده از اصلی در ۲۲ مه ۲۰۱۶. دریافت‌شده در ۲۰۲۰-۰۵-۱۳.
323. ↑  Union, Wonderful. "Official Site". Britney Spears (به انگلیسی). Archived from the original on 14 August 2017. Retrieved 2020-05-13.
324. ↑  «Britney Spears to Host Charity Cycling Class». Billboard. ۲۰۱۶-۰۹-۲۲. دریافت‌شده در ۲۰۲۰-۰۵-۱۳.
325. ↑  «Britney Spears Campus – Grand opening». web.archive.org. ۲۰۱۷-۱۱-۰۹. بایگانی‌شده از اصلی در ۹ نوامبر ۲۰۱۷. دریافت‌شده در ۲۰۲۰-۰۵-۱۳.
326. ↑  "مبارزه اسپیرز از قلدری به جوانان ال‌جی‌بی‌تی" (به انگلیسی).